# Torneo Clausura 2025 Serie A de México
El Torneo Clausura 2025 de la Serie A de México, parte de la Segunda División de México llamada oficialmente Liga Premier, fue el 52.º torneo de la competencia correspondiente a la LXXV temporada de la categoría.

## Sistema de competición
El sistema de competición de este torneo se desarrolla en dos fases:
- Fase de calificación: que se integra por las 14 jornadas del torneo regular. Durante esta ronda se enfrentarán los integrantes de sus respectivos grupos una vez, además de tres jornadas intergrupos en las que los clubes enfrentarán a dos clubes de otro sector y a un equipo de su mismo grupo.
- Fase final: que se integrará por los partidos de ida y vuelta en rondas de cuartos de final, Semifinales y Final.

### Fase de calificación
En la Fase de Calificación se observa el sistema de puntos. La ubicación en la tabla general está sujeta a lo siguiente:
- Por juego ganado se obtienen tres puntos (Si el visitante gana por diferencia de 2 o más goles se lleva el punto extra).
- Por juego empatado se obtiene un punto (En caso de empate a 2 o más goles se juegan en penales el punto extra).
- Por juego perdido no se otorgan puntos.

El orden de los Clubes al final de la Fase de Calificación del Torneo corresponderá a la suma de los puntos obtenidos por cada uno de ellos y se presentará en forma descendente. Si al finalizar las 14 jornadas del Torneo, dos o más clubes estuviesen empatados en puntos, su posición en la Tabla general será determinada atendiendo a los siguientes criterios de desempate:
1. Mejor diferencia entre los goles anotados y recibidos.
2. Mayor número de goles anotados.
3. Marcadores particulares entre los Clubes empatados.
4. Mayor número de goles anotados como visitante.
5. Mejor ubicado en la Tabla general de cociente.
6. Tabla Fair Play.
7. Sorteo.

Para determinar los lugares que ocuparán los Clubes que participen en la Fase final del Torneo se tomará como base la TABLA DE COCIENTES.
Participarán automáticamente por el Título de Campeón de la Liga Premier Serie A los dos primeros lugares de cada grupo, además de los dos mejores terceros clasificados.

### Fase final

#### Fase final de Ascenso
La fase final de ascenso consta de las siguientes fases:
- Cuartos de final
- Semifinales
- Final

Los clubes vencedores en los partidos de Cuartos de final, Semifinales y Final de grupo serán aquellos que en los dos juegos anoten el mayor número de goles. De existir empate en el número de goles anotados, la posición se definirá a favor del Club con mejor desempeño en la temporada regular, lo que se determinará a través de la tabla de clasificación de cada uno de los dos grupos.
Los partidos correspondientes a la Fase final se jugarán obligatoriamente los días miércoles y sábado, y jueves y domingo eligiendo, en su caso, exclusivamente en forma descendente, los cuatro clubes mejor clasificados en la Tabla de cocientes al término de la jornada 14, el día y horario de su partido como local. Los siguientes cuatro clubes podrán elegir únicamente el horario.
El club vencedor de la Final y por lo tanto campeón, será aquel que en los dos partidos anote el mayor número de goles. Si al término del tiempo reglamentario el partido está empatado, se agregarán dos tiempos extras de 15 minutos cada uno. De persistir el empate en estos periodos, se procederá a lanzar tiros penales hasta que resulte un vencedor.
Los partidos de Cuartos de final se jugarán de la siguiente manera:
1° vs 8° 
2° vs 7° 
3° vs 6° 
En las Semifinales participarán el mejor equipo del grupo y los tres clubes vencedores de la Reclasificación, reubicándolos del uno al cuatro, de acuerdo a su mejor posición en la Tabla de cocientes al término de la jornada 14 del Torneo, enfrentándose:
2° vs 3°
Los dos ganadores de las semifinales disputarán la final de grupo para determinar al equipo que disputará la final nacional.
Disputarán el Título de Campeón del torneo, los dos clubes vencedores de la Fase Semifinal correspondiente, reubicándolos del uno al dos, de acuerdo a su mejor posición en la Tabla de cocientes al término de las 14 jornadas del Torneo.

#### Fase final de filiales
Los cuatro clubes calificados para cada liguilla del torneo serán reubicados de acuerdo con el lugar que ocupen en la tabla general de la temporada al término de la jornada 14, con el puesto del número uno al Club mejor clasificado, y así hasta el #4. Los partidos a esta Fase se desarrollarán a visita, en las siguientes etapas:
- Semifinales
- Final

Los clubes vencedores en los partidos de Cuartos de final y Semifinal serán aquellos que en los dos juegos anote el mayor número de goles. De existir empate en el número de goles anotados, la posición se definirá a favor del Club con mayor cantidad de goles a favor cuando actúe como visitante.
Si una vez aplicado el criterio anterior los clubes siguieran empatados, se observará la posición de los Clubes en la Tabla de cocientes.
Los partidos correspondientes a la Fase final se jugarán obligatoriamente los días miércoles y sábado, y jueves y domingo eligiendo, en su caso, exclusivamente en forma descendente, los dos clubes mejor clasificados en la Tabla de cocientes al término de la jornada 14, el día y horario de su partido como local. Los siguientes dos clubes podrán elegir únicamente el horario.
El club vencedor de la Final y por lo tanto campeón, será aquel que en los dos partidos anote el mayor número de goles. Si al término del tiempo reglamentario el partido está empatado, se agregarán dos tiempos extras de 15 minutos cada uno. De persistir el empate en estos periodos, se procederá a lanzar tiros penales hasta que resulte un vencedor.
En las Semifinales participarán los cuatro clubes mejor posicionados en la tabla general que tengan la condición de filiales, reubicándolos del uno al cuatro, de acuerdo a su mejor posición en la Tabla de cocientes al término de la jornada 14 del Torneo, enfrentándose:
2° vs 3°
Disputarán el Título de Campeón de la temporada, los dos clubes vencedores de la Fase Semifinal correspondiente, reubicándolos del uno al dos, de acuerdo a su mejor posición en la Tabla de cocientes al término de las 14 jornadas del Torneo.

## Cambios
- El Zacatepec F.C. cambió de sede debido a la llegada del Atlante Fútbol Club a su localidad de origen, el equipo se trasladó al Estadio Mariano Matamoros de Xochitepec, Morelos.[3]
- El Agricultores F.C. cambió de sede dejando Guasave, Sinaloa para pasar a jugar en Ensenada, Baja California debido a los problemas de seguridad presentados en el estado de Sinaloa.[4]

## Equipos participantes

### Equipos por Entidad Federativa
Se muestran las localizaciones en mapa de equipos de la Serie A de México 2023-24.
Para la temporada 2024-25, la entidad federativa de la República Mexicana con más equipos en la Serie A es Michoacán con cuatro equipos.
| Entidad Federativa  | N.º | Equipos                                                        |
| ------------------- | --- | -------------------------------------------------------------- |
| Michoacán           | 4   | Aguacateros CDU, Aguacateros de Peribán, La Piedad y Zitácuaro |
| Guanajuato          | 3   | Irapuato, Lobos ULMX y Petroleros de Salamanca                 |
| Jalisco             | 3   | Acatlán, Leones Negros B y Tecos                               |
| Baja California     | 2   | Agricultores F.C. y Mexicali F.C.                              |
| Chiapas             | 2   | Jaguares F.C. y Tapachula Soconusco                            |
| Estado de México    | 2   | Atlético Aragón y Faraones de Texcoco                          |
| Morelos             | 2   | Sporting Canamy y Zacatepec                                    |
| Nayarit             | 2   | Tigres de Álica y Tritones Vallarta                            |
| Quintana Roo        | 2   | Inter Playa y Pioneros de Cancún                               |
| Tamaulipas          | 2   | Gavilanes y UAT                                                |
| Veracruz            | 2   | Montañeses y Racing de Veracruz                                |
| Zacatecas           | 2   | Mineros de Fresnillo y UAZ                                     |
| Baja California Sur | 1   | Los Cabos United                                               |
| Colima              | 1   | Colima F.C.                                                    |
| Durango             | 1   | Durango                                                        |
| Guerrero            | 1   | Chilpancingo                                                   |
| Nuevo León          | 1   | Real Apodaca                                                   |
| Querétaro           | 1   | Halcones F.C.                                                  |
| Sonora              | 1   | Cimarrones de Sonora                                           |
| Yucatán             | 1   | Deportiva Venados                                              |

### Información sobre los equipos participantes
Lista de equipos participantes para la temporada 2024-25, dada conocer el 24 de julio de 2024.

#### Grupo 1
| Equipo               | Entrenador         | Ciudad                         | Fundación      | Estadio                             | Capacidad | Filial               | Patrocinador           | Kit           |
| -------------------- | ------------------ | ------------------------------ | -------------- | ----------------------------------- | --------- | -------------------- | ---------------------- | ------------- |
| Agricultores F.C.    | Paolo Serrato      | Ensenada, Baja California      | 2024 (1 años)  | U.D. Raúl Ramírez Lozano            | 7 600     |                      |                        | DONY          |
| Cimarrones de Sonora | Valentín Arredondo | Hermosillo, Sonora             | 2013 (11 años) | Héroe de Nacozari                   | 18 747    |                      | PIPESO                 | Keuka         |
| Durango              | Gastón Obledo      | Durango, Durango               | 1997 (28 años) | Francisco Zarco                     | 18 000    |                      | #WeAreOne              | Keuka         |
| Leones Negros "B"    | Ricardo Jiménez    | Zapopan, Jalisco               | 2013 (11 años) | Club Deportivo U. de G.             | 3 000     | Leones Negros UDG    | Electrolit             | Sporelli      |
| Los Cabos United     | Edson Alvarado     | Los Cabos, Baja California Sur | 2022 (3 años)  | Complejo Deportivo Don Koll         | 3 500     |                      | Cabo Wabo              | Capelli Sport |
| Mexicali F.C.        | Omar Ramírez       | Mexicali, Baja California      | 2022 (3 años)  | Ciudad Deportiva Mexicali           | 5 000     |                      | Estructuras y Perfiles | Oqiqo         |
| Mineros de Fresnillo | Isaac Martínez     | Fresnillo, Zacatecas           | 2007 (18 años) | Minera Fresnillo                    | 6 000     | Mineros de Zacatecas | Fresnillo              | Spiro         |
| Real Apodaca         | Omar Gómez         | Apodaca, Nuevo León            | 2023 (2 años)  | Centenario del Ejército Mexicano    | 2 000     |                      | Financiera Altitud     | Edcor         |
| Tecos                | Jorge Hernández    | Zapopan, Jalisco               | 1971 (53 años) | Tres de Marzo                       | 18 779    |                      |                        | Marval        |
| Tigres de Álica      | Hugo López         | Tepic, Nayarit                 | 2021 (3 años)  | Nicolás Álvarez Ortega              | 12 495    |                      | Coca-Cola              | Marca propia  |
| Tritones Vallarta    | Juan Pablo Alfaro  | Puerto Vallarta, Jalisco       | 2021 (4 años)  | Ciudad Deportiva San José del Valle | 4 000     |                      |                        | Marval        |
| UAZ                  | Rubén Hernández    | Zacatecas, Zacatecas           | 1990 (35 años) | Carlos Vega Villalba                | 20 737    |                      | Fresnillo              | JAG           |

#### Grupo 2
| Equipo                  | Entrenador           | Ciudad                      | Fundación       | Estadio                               | Capacidad | Filial           | Patrocinador   | Kit          |
| ----------------------- | -------------------- | --------------------------- | --------------- | ------------------------------------- | --------- | ---------------- | -------------- | ------------ |
| Aguacateros CDU         | Edgar Tolentino      | Uruapan, Michoacán          | 2018 (6 años)   | Unidad Deportiva Hermanos López Rayón | 5 000     | Atlético Morelia | Agromich       | Keuka        |
| Aguacateros de Peribán  | Marco Angulo         | Peribán, Michoacán          | 2020 (4 años)   | Municipal de Peribán                  | 3 000     |                  | SAR Avocados   | Silver Sport |
| Colima F.C.             | Sergio Bueno         | Colima, Colima              | 2020 (5 años)   | Colima                                | 12 000    |                  | Forma Interior | Reator       |
| Gavilanes               | Raúl Salazar         | Matamoros, Tamaulipas       | 2011 (13 años)  | El Hogar                              | 22 000    |                  | KarzoGas       | Keuka        |
| Halcones F.C.           | José Roberto Muñoz   | Querétaro, Querétaro        | 2020 (5 años)   | Olímpico Alameda                      | 4 600     |                  | Axen Capital   | DONY         |
| Irapuato                | Víctor Medina        | Irapuato, Guanajuato        | 1911 (114 años) | Sergio León Chávez                    | 25 000    |                  | Healthy People | UIN          |
| La Piedad               | Arturo Espinoza      | La Piedad, Michoacán        | 1951 (73 años)  | Juan N. López                         | 13 356    |                  | Grupo Bafar    | Silver Sport |
| Lobos ULMX              | Aquivaldo Mosquera   | Celaya, Guanajuato          | 2021 (4 años)   | Miguel Alemán Valdés                  | 23 182    | Celaya F. C.     | TVCuatro       | Keuka        |
| Petroleros de Salamanca | Ana María Zavala INT | Salamanca, Guanajuato       | 1959 (66 años)  | El Molinito                           | 2 500     |                  | TVCuatro       | Jiva Sport   |
| Sporting Canamy         | Francisco Tena       | Oaxtepec, Morelos           | 2003 (21 años)  | Centro Vacacional IMSS                | 9 000     |                  | LEON           | Marca propia |
| UAT                     | Jorge Dimas          | Ciudad Victoria, Tamaulipas | 1995 (30 años)  | Prof. Eugenio Alvizo Porras           | 5 000     | Correcaminos UAT |                | JAG          |
| Zacatepec               | Alfredo González     | Xochitepec, Morelos         | 1948 (77 años)  | Mariano Matamoros                     | 18 000    |                  |                | Sporelli     |

#### Grupo 3
| Equipo                   | Entrenador          | Ciudad                         | Fundación      | Estadio                       | Capacidad | Patrocinador         | Kit          |
| ------------------------ | ------------------- | ------------------------------ | -------------- | ----------------------------- | --------- | -------------------- | ------------ |
| Acatlán F.C.             | Pedro Ramírez       | Arandas, Jalisco               | 2016 (8 años)  | U.D. Gustavo Díaz Ordaz       | 2 000     | Arandas              | Romed        |
| Atlético Aragón          | Juan Pablo García   | Cuautitlán, Estado de México   | 2016 (9 años)  | Los Pinos                     | 5 000     | AICCON               | Marca propia |
| C.D. Chilpancingo        | Sebastián Lencina   | Chilpancingo, Guerrero         | 1988 (37 años) | General Vicente Guerrero      | 5 000     | Gasolineras Also     | JAG          |
| Deportiva Venados        | Alfredo García      | Tamanché, Yucatán              | 2014 (10 años) | Alonso Diego Molina           | 2 500     |                      | Foursport    |
| Faraones de Texcoco      | Oscar Linton        | Texcoco, Estado de México      | 2017 (7 años)  | Municipal Claudio Suárez      | 5 000     | Turmar               | Real Sport   |
| Inter Playa              | Nicolás Burtovoy    | Playa del Carmen, Quintana Roo | 1999 (26 años) | Mario Villanueva Madrid       | 7 500     | Playa del Carmen     | Foursport    |
| Jaguares F.C.            | José Luis Trejo     | Tuxtla Gutiérrez, Chiapas      | 2002 (23 años) | Víctor Manuel Reyna           | 29 001    |                      | Romed        |
| Montañeses               | Andrés Garza        | Orizaba, Veracruz              | 2021 (3 años)  | Socum                         | 7 000     | Schettino            | Silver Sport |
| Pioneros de Cancún       | Jorge Salas         | Cancún, Quintana Roo           | 1984 (41 años) | Cancún 86                     | 6 390     |                      | Kaan Sports  |
| Racing de Veracruz       | Guillermo Marín INT | Boca del Río, Veracruz         | 2023 (2 años)  | Unidad Deportiva Hugo Sánchez | 2 500     |                      | Joma         |
| Tapachula Soconusco F.C. | Carlos Gómez        | Tapachula, Chiapas             | 2023 (1 años)  | Olímpico de Tapachula         | 21 010    | Madererías Los Pinos | JAG          |
| Zitácuaro                | Gerardo Castillo    | Heroica Zitácuaro, Michoacán   | 1995 (30 años) | Ignacio López Rayón           | 10 000    | Grupo Orihuela       | BS           |

- Actualizado al 14 de marzo de 2025

### Cambios de entrenadores
| Equipo                  | Entrenador (Jornadas)   | Fecha de vacante      | Tipo de salida | Pos. | Entrenador entrante  | Fecha de nombramiento |
| ----------------------- | ----------------------- | --------------------- | -------------- | ---- | -------------------- | --------------------- |
| Jaguares                | Alfredo Durán (1)       | 11 de enero de 2025   | Despedido      | 32º  | José Luis Trejo      | 11 de enero de 2025   |
| Petroleros de Salamanca | Josué Garza (1 - 5)     | 14 de febrero de 2025 | Despedido      | 36º  | Ana María Zavala INT | 14 de febrero de 2025 |
| Racing de Veracruz      | Alejandro Pérez (1 - 7) | 1 de marzo de 2025    | Despedido      | 15º  | Guillermo Marín INT  | 1 de marzo de 2025    |
| Pioneros de Cancún      | Víctor Téllez (1 - 8)   | 3 de marzo de 2025    | Despedido      | 31º  | Jorge Salas          | 5 de marzo de 2025    |
| Lobos ULMX              | Rowan Vargas (1 - 10)   | 19 de marzo de 2025   | Renuncia       | 26º  | Aquivaldo Mosquera   | 20 de marzo de 2025   |

## Torneo Regular
- Horarios en tiempo local.
- Calendario disponible en la página oficial de la competencia.

| Jornada 1               | Jornada 1     | Jornada 1              | Jornada 1                     | Jornada 1    | Jornada 1 | Jornada 1    | Jornada 1  | Jornada 1 | Jornada 1 | Jornada 1 |
| Grupo A                 | Grupo A       | Grupo A                | Grupo A                       | Grupo A      | Grupo A   | Grupo A      | Grupo A    | Grupo A   | Grupo A   | Grupo A   |
| Local                   | Resultado     | Visitante              | Estadio                       | Fecha        | Hora      | Espectadores | Amonestado | Expulsado |           |           |
| ----------------------- | ------------- | ---------------------- | ----------------------------- | ------------ | --------- | ------------ | ---------- | --------- | --------- | --------- |
| Tecos                   | 1 - 4         | Los Cabos United       | Cancha 2 Tres de Marzo        | 10 de enero  | 16:00     | 300          | 3          | 0         |           |           |
| Durango                 | 0 - 1         | Tritones Vallarta      | Francisco Zarco               | 10 de enero  | 20:00     | 800          | 3          | 1         |           |           |
| Mexicali F.C.           | 0 - 2         | Tigres de Álica        | Ciudad Deportiva Mexicali     | 11 de enero  | 15:00     | 50           | 1          | 0         |           |           |
| Mineros de Fresnillo    | 2 - 0         | Real Apodaca           | Minera Fresnillo              | 11 de enero  | 17:00     | 50           | 3          | 0         |           |           |
| UAZ                     | 0 - 3         | Cimarrones de Sonora   | Carlos Vega Villalba          | 11 de enero  | 17:00     | 150          | 6          | 0         |           |           |
| Leones Negros "B"       | 2 - 1         | Agricultores F.C.      | La Primavera U. de G.         | 5 de febrero | 11:00     | 100          | 7          | 0         |           |           |
| Grupo B                 |               |                        |                               |              |           |              |            |           |           |           |
| Local                   | Resultado     | Visitante              | Estadio                       | Fecha        | Hora      | Espectadores | Amonestado | Expulsado |           |           |
| UAT                     | 3 - 0         | Irapuato               | Prof. Eugenio Alvizo Porras   | 10 de enero  | 10:00     | 50           | 4          | 0         |           |           |
| Halcones F.C.           | 4 - 0         | Zacatepec              | Miguel Alemán Valdés          | 10 de enero  | 19:00     | 100          | 2          | 0         |           |           |
| Aguacateros CDU         | 1 - 3         | Lobos ULMX             | U.D. Hermanos López Rayón     | 11 de enero  | 15:30     | 150          | 2          | 0         |           |           |
| Petroleros de Salamanca | 1 - 4         | Aguacateros de Peribán | El Molinito                   | 11 de enero  | 15:30     | 800          | 3          | 1         |           |           |
| Colima F.C.             | 2 - 1         | Sporting Canamy        | Colima                        | 11 de enero  | 16:00     | 150          | 5          | 0         |           |           |
| La Piedad               | (2) 2 - 2 (3) | Gavilanes              | Juan N. López                 | 11 de enero  | 19:00     | 250          | 5          | 0         |           |           |
| Grupo C                 |               |                        |                               |              |           |              |            |           |           |           |
| Local                   | Resultado     | Visitante              | Estadio                       | Fecha        | Hora      | Espectadores | Amonestado | Expulsado |           |           |
| Atlético Aragón         | 3 - 1         | Jaguares F.C.          | Los Pinos                     | 10 de enero  | 12:00     | 50           | 3          | 0         |           |           |
| Inter Playa             | 1 - 0         | Deportiva Venados      | Mario Villanueva Madrid       | 10 de enero  | 19:00     | 3 500        | 1          | 0         |           |           |
| Faraones de Texcoco     | 2 - 0         | Tapachula Soconusco    | Municipal Claudio Suárez      | 10 de enero  | 19:00     | 3 000        | 6          | 1         |           |           |
| C.D. Chilpancingo       | 3 - 0         | Zitácuaro              | General Vicente Guerrero      | 11 de enero  | 12:00     | 200          | 3          | 1         |           |           |
| Racing de Veracruz      | 3 - 1         | Pioneros de Cancún     | Unidad Deportiva Hugo Sánchez | 11 de enero  | 19:00     | 1 200        | 5          | 0         |           |           |
| Acatlán F.C.            | 0 - 4         | Montañeses             | U.D. Gustavo Díaz Ordaz       | 12 de enero  | 16:00     | 300          | 5          | 0         |           |           |

| Jornada 2              | Jornada 2     | Jornada 2               | Jornada 2                        | Jornada 2     | Jornada 2 | Jornada 2    | Jornada 2  | Jornada 2 | Jornada 2 | Jornada 2 |
| Grupo A                | Grupo A       | Grupo A                 | Grupo A                          | Grupo A       | Grupo A   | Grupo A      | Grupo A    | Grupo A   | Grupo A   | Grupo A   |
| Local                  | Resultado     | Visitante               | Estadio                          | Fecha         | Hora      | Espectadores | Amonestado | Expulsado |           |           |
| ---------------------- | ------------- | ----------------------- | -------------------------------- | ------------- | --------- | ------------ | ---------- | --------- | --------- | --------- |
| Cimarrones de Sonora   | 4 - 1         | Tecos                   | Héroe de Nacozari                | 17 de enero   | 19:00     | 130          | 0          | 0         |           |           |
| Tigres de Álica        | 1 - 0         | Mineros de Fresnillo    | Nicolás Álvarez Ortega           | 18 de enero   | 16:00     | 200          | 3          | 0         |           |           |
| Tritones Vallarta      | 2 - 0         | Mexicali F.C.           | C.D. San José del Valle          | 18 de enero   | 16:00     | 200          | 2          | 0         |           |           |
| Real Apodaca           | 3 - 1         | UAZ                     | Centenario del Ejército Mexicano | 19 de enero   | 16:00     | 100          | 3          | 0         |           |           |
| Agricultores F.C.      | 0 - 0         | Durango                 | U.D. Raúl Ramírez Lozano         | 20 de enero   | 18:05     | 500          | 5          | 0         |           |           |
| Los Cabos United       | 2 - 0         | Leones Negros "B"       | Don Koll                         | 19 de febrero | 20:00     | 200          | 3          | 0         |           |           |
| Grupo B                |               |                         |                                  |               |           |              |            |           |           |           |
| Local                  | Resultado     | Visitante               | Estadio                          | Fecha         | Hora      | Espectadores | Amonestado | Expulsado |           |           |
| Sporting Canamy        | 3 - 1         | Halcones F.C.           | Olímpico de Oaxtepec             | 17 de enero   | 16:00     | 100          | 4          | 0         |           |           |
| Zacatepec              | 3 - 1         | Petroleros de Salamanca | Mariano Matamoros                | 18 de enero   | 15:30     | 200          | 5          | 0         |           |           |
| Aguacateros de Peribán | 1 - 1         | La Piedad               | Municipal de Peribán             | 18 de enero   | 15:30     | 0            | 2          | 0         |           |           |
| Lobos ULMX             | 0 - 0         | UAT                     | Miguel Alemán Valdés             | 18 de enero   | 18:00     | 250          | 5          | 0         |           |           |
| Irapuato               | 6 - 0         | Colima F.C.             | Sergio León Chávez               | 18 de enero   | 19:00     | 3 000        | 2          | 0         |           |           |
| Gavilanes              | (4) 2 - 2 (3) | Aguacateros CDU         | El Hogar                         | 18 de enero   | 19:30     | 4 000        | 5          | 0         |           |           |
| Grupo C                |               |                         |                                  |               |           |              |            |           |           |           |
| Local                  | Resultado     | Visitante               | Estadio                          | Fecha         | Hora      | Espectadores | Amonestado | Expulsado |           |           |
| Deportiva Venados      | 7 - 0         | Acatlán F.C.            | Alonso Diego Molina              | 18 de enero   | 15:30     | 2 000        | 0          | 0         |           |           |
| Pioneros de Cancún     | 2 - 0         | Faraones de Texcoco     | Cancún 86                        | 18 de enero   | 15:30     | 1 100        | 11         | 0         |           |           |
| Zitácuaro              | 0 - 0         | Racing de Veracruz      | Ignacio López Rayón              | 18 de enero   | 16:30     | 100          | 5          | 2         |           |           |
| Tapachula Soconusco    | 2 - 1         | Inter Playa             | Olímpico de Tapachula            | 18 de enero   | 18:00     | 1 500        | 9          | 2         |           |           |
| Jaguares F.C.          | 6 - 1         | C.D. Chilpancingo       | Víctor Manuel Reyna              | 18 de enero   | 19:00     | 9 800        | 1          | 0         |           |           |
| Montañeses             | 3 - 0         | Atlético Aragón         | Socum                            | 19 de enero   | 12:00     | 1 500        | 2          | 0         |           |           |

| Jornada 3               | Jornada 3 | Jornada 3              | Jornada 3                     | Jornada 3   | Jornada 3 | Jornada 3    | Jornada 3  | Jornada 3 | Jornada 3 | Jornada 3 |
| Grupo A                 | Grupo A   | Grupo A                | Grupo A                       | Grupo A     | Grupo A   | Grupo A      | Grupo A    | Grupo A   | Grupo A   | Grupo A   |
| Local                   | Resultado | Visitante              | Estadio                       | Fecha       | Hora      | Espectadores | Amonestado | Expulsado |           |           |
| ----------------------- | --------- | ---------------------- | ----------------------------- | ----------- | --------- | ------------ | ---------- | --------- | --------- | --------- |
| Cimarrones de Sonora    | 2 - 1     | Los Cabos United       | Héroe de Nacozari             | 24 de enero | 19:00     | 287          | 3          | 0         |           |           |
| Durango                 | 2 - 1     | Leones Negros "B"      | Francisco Zarco               | 24 de enero | 20:00     | 500          | 6          | 1         |           |           |
| Mineros de Fresnillo    | 2 - 0     | Tritones Vallarta      | Minera Fresnillo              | 25 de enero | 12:00     | 50           | 6          | 0         |           |           |
| Agricultores F.C.       | 2 - 0     | Mexicali F.C.          | U.D. Raúl Ramírez Lozano      | 25 de enero | 19:00     | 700          | 4          | 1         |           |           |
| UAZ                     | 3 - 2     | Tigres de Álica        | Carlos Vega Villalba          | 26 de enero | 11:00     | 100          | 6          | 2         |           |           |
| Tecos                   | 0 - 1     | Real Apodaca           | Cancha 2 Tres de Marzo        | 18 de marzo | 17:00     | 100          | 4          | 0         |           |           |
| Grupo B                 |           |                        |                               |             |           |              |            |           |           |           |
| Local                   | Resultado | Visitante              | Estadio                       | Fecha       | Hora      | Espectadores | Amonestado | Expulsado |           |           |
| UAT                     | 2 - 3     | Gavilanes              | Prof. Eugenio Alvizo Porras   | 24 de enero | 10:00     | 100          | 7          | 0         |           |           |
| Petroleros de Salamanca | 1 - 3     | Halcones F.C.          | El Molinito                   | 25 de enero | 15:30     | 300          | 6          | 0         |           |           |
| Aguacateros CDU         | 1 - 1     | Aguacateros de Peribán | U.D. Hermanos López Rayón     | 25 de enero | 15:30     | 800          | 5          | 3         |           |           |
| Colima F.C.             | 1 - 0     | Lobos ULMX             | Colima                        | 25 de enero | 16:00     | 100          | 5          | 0         |           |           |
| Irapuato                | 3 - 2     | Sporting Canamy        | Sergio León Chávez            | 25 de enero | 19:00     | 2 800        | 3          | 0         |           |           |
| La Piedad               | 0 - 1     | Zacatepec              | Juan N. López                 | 25 de enero | 19:00     | 500          | 4          | 2         |           |           |
| Grupo C                 |           |                        |                               |             |           |              |            |           |           |           |
| Local                   | Resultado | Visitante              | Estadio                       | Fecha       | Hora      | Espectadores | Amonestado | Expulsado |           |           |
| Atlético Aragón         | 1 - 6     | Acatlán F.C.           | Los Pinos                     | 24 de enero | 12:00     | 200          | 3          | 0         |           |           |
| Faraones de Texcoco     | 1 - 0     | Zitácuaro              | Municipal Claudio Suárez      | 24 de enero | 19:00     | 3 500        | 4          | 0         |           |           |
| C.D. Chilpancingo       | 2 - 1     | Montañeses             | General Vicente Guerrero      | 25 de enero | 12:00     | 500          | 2          | 0         |           |           |
| Tapachula Soconusco     | 1 - 3     | Deportiva Venados      | Olímpico de Tapachula         | 25 de enero | 18:00     | 2 900        | 5          | 1         |           |           |
| Racing de Veracruz      | 2 - 3     | Jaguares F.C.          | Unidad Deportiva Hugo Sánchez | 25 de enero | 19:00     | 1 200        | 3          | 0         |           |           |
| Inter Playa             | 0 - 1     | Pioneros de Cancún     | Mario Villanueva Madrid       | 27 de enero | 21:05     | 1 500        | 6          | 2         |           |           |

| Jornada 4              | Jornada 4     | Jornada 4               | Jornada 4                        | Jornada 4    | Jornada 4 | Jornada 4    | Jornada 4  | Jornada 4 | Jornada 4 | Jornada 4 |
| Grupo A                | Grupo A       | Grupo A                 | Grupo A                          | Grupo A      | Grupo A   | Grupo A      | Grupo A    | Grupo A   | Grupo A   | Grupo A   |
| Local                  | Resultado     | Visitante               | Estadio                          | Fecha        | Hora      | Espectadores | Amonestado | Expulsado |           |           |
| ---------------------- | ------------- | ----------------------- | -------------------------------- | ------------ | --------- | ------------ | ---------- | --------- | --------- | --------- |
| Leones Negros "B"      | 2 - 0         | Mexicali F.C.           | La Primavera U. de G.            | 1 de febrero | 11:00     | 100          | 3          | 0         |           |           |
| Tritones Vallarta      | 0 - 2         | UAZ                     | C.D. San José del Valle          | 1 de febrero | 16:00     | 100          | 6          | 1         |           |           |
| Agricultores F.C.      | (4) 2 - 2 (3) | Mineros de Fresnillo    | U.D. Raúl Ramírez Lozano         | 1 de febrero | 18:00     | 100          | 2          | 1         |           |           |
| Los Cabos United       | 1 - 2         | Durango                 | Don Koll                         | 1 de febrero | 20:00     | 200          | 4          | 0         |           |           |
| Real Apodaca           | 1 - 0         | Cimarrones de Sonora    | Centenario del Ejército Mexicano | 2 de febrero | 16:00     | 200          | 3          | 1         |           |           |
| Tigres de Álica        | 1 - 1         | Tecos                   | Nicolás Álvarez Ortega           | 3 de febrero | 19:05     | 300          | 4          | 0         |           |           |
| Grupo B                |               |                         |                                  |              |           |              |            |           |           |           |
| Local                  | Resultado     | Visitante               | Estadio                          | Fecha        | Hora      | Espectadores | Amonestado | Expulsado |           |           |
| Halcones F.C.          | 1 - 0         | La Piedad               | Instalaciones FC Total           | 31 de enero  | 15:30     | 80           | 6          | 0         |           |           |
| Zacatepec              | 4 - 0         | Aguacateros CDU         | Mariano Matamoros                | 1 de febrero | 15:30     | 300          | 3          | 0         |           |           |
| Aguacateros de Peribán | 1 - 0         | UAT                     | Municipal de Peribán             | 1 de febrero | 15:30     | 0            | 4          | 0         |           |           |
| Sporting Canamy        | 5 - 1         | Petroleros de Salamanca | Olímpico de Oaxtepec             | 1 de febrero | 16:00     | 50           | 3          | 0         |           |           |
| Lobos ULMX             | 1 - 1         | Irapuato                | Miguel Alemán Valdés             | 1 de febrero | 18:00     | 1 000        | 4          | 2         |           |           |
| Gavilanes              | 6 - 1         | Colima F.C.             | El Hogar                         | 1 de febrero | 19:30     | 1 500        | 2          | 1         |           |           |
| Grupo C                |               |                         |                                  |              |           |              |            |           |           |           |
| Local                  | Resultado     | Visitante               | Estadio                          | Fecha        | Hora      | Espectadores | Amonestado | Expulsado |           |           |
| Deportiva Venados      | 3 - 0         | Atlético Aragón         | Alonso Diego Molina              | 1 de febrero | 15:30     | 1 000        | 3          | 0         |           |           |
| Pioneros de Cancún     | 0 - 0         | Tapachula Soconusco     | Cancún 86                        | 1 de febrero | 15:30     | 600          | 7          | 0         |           |           |
| Zitácuaro              | 1 - 0         | Inter Playa             | Ignacio López Rayón              | 1 de febrero | 16:30     | 300          | 6          | 2         |           |           |
| Jaguares F.C.          | 2 - 0         | Faraones de Texcoco     | Víctor Manuel Reyna              | 1 de febrero | 19:00     | 9 400        | 10         | 0         |           |           |
| Montañeses             | 3 - 1         | Racing de Veracruz      | Socum                            | 2 de febrero | 12:00     | 3 500        | 2          | 2         |           |           |
| Acatlán F.C.           | 1 - 2         | C.D. Chilpancingo       | U.D. Gustavo Díaz Ordaz          | 2 de febrero | 16:00     | 200          | 6          | 0         |           |           |

| Jornada 5            | Jornada 5     | Jornada 5               | Jornada 5                        | Jornada 5     | Jornada 5 | Jornada 5    | Jornada 5  | Jornada 5 | Jornada 5 | Jornada 5 |
| Grupo A              | Grupo A       | Grupo A                 | Grupo A                          | Grupo A       | Grupo A   | Grupo A      | Grupo A    | Grupo A   | Grupo A   | Grupo A   |
| Local                | Resultado     | Visitante               | Estadio                          | Fecha         | Hora      | Espectadores | Amonestado | Expulsado |           |           |
| -------------------- | ------------- | ----------------------- | -------------------------------- | ------------- | --------- | ------------ | ---------- | --------- | --------- | --------- |
| Tecos                | (4) 2 - 2 (5) | Tritones Vallarta       | Cancha 2 Tres de Marzo           | 7 de febrero  | 17:00     | 100          | 5          | 4         |           |           |
| Cimarrones de Sonora | 2 - 0         | Tigres de Álica         | Héroe de Nacozari                | 7 de febrero  | 19:00     | 200          | 3          | 0         |           |           |
| Mexicali F.C.        | 0 - 1         | Durango                 | Ciudad Deportiva Mexicali        | 8 de febrero  | 11:00     | 50           | 6          | 1         |           |           |
| Mineros de Fresnillo | 2 - 1         | Leones Negros "B"       | Minera Fresnillo                 | 8 de febrero  | 17:00     | 100          | 5          | 0         |           |           |
| UAZ                  | 0 - 2         | Agricultores F.C.       | Carlos Vega Villalba             | 8 de febrero  | 17:00     | 200          | 5          | 0         |           |           |
| Real Apodaca         | 1 - 3         | Los Cabos United        | Centenario del Ejército Mexicano | 9 de febrero  | 16:00     | 100          | 3          | 0         |           |           |
| Grupo B              |               |                         |                                  |               |           |              |            |           |           |           |
| Local                | Resultado     | Visitante               | Estadio                          | Fecha         | Hora      | Espectadores | Amonestado | Expulsado |           |           |
| UAT                  | 1 - 2         | Zacatepec               | Prof. Eugenio Alvizo Porras      | 7 de febrero  | 10:00     | 200          | 4          | 2         |           |           |
| Aguacateros CDU      | 0 - 2         | Halcones F.C.           | U.D. Hermanos López Rayón        | 8 de febrero  | 15:30     | 700          | 4          | 0         |           |           |
| Colima F.C.          | 0 - 4         | Aguacateros de Peribán  | Colima                           | 8 de febrero  | 16:00     | 100          | 1          | 0         |           |           |
| La Piedad            | 2 - 1         | Petroleros de Salamanca | Juan N. López                    | 8 de febrero  | 19:00     | 1 200        | 7          | 0         |           |           |
| Irapuato             | 3 - 1         | Gavilanes               | Sergio León Chávez               | 8 de febrero  | 19:00     | 3 000        | 5          | 0         |           |           |
| Lobos ULMX           | 2 - 1         | Sporting Canamy         | Miguel Alemán Valdés             | 9 de febrero  | 17:00     | 130          | 2          | 0         |           |           |
| Grupo C              |               |                         |                                  |               |           |              |            |           |           |           |
| Local                | Resultado     | Visitante               | Estadio                          | Fecha         | Hora      | Espectadores | Amonestado | Expulsado |           |           |
| Inter Playa          | 0 - 0         | Jaguares F.C.           | Mario Villanueva Madrid          | 7 de febrero  | 19:00     | 2 500        | 7          | 0         |           |           |
| C.D. Chilpancingo    | 3 - 2         | Atlético Aragón         | General Vicente Guerrero         | 8 de febrero  | 12:00     | 300          | 5          | 0         |           |           |
| Pioneros de Cancún   | 1 - 2         | Deportiva Venados       | Cancún 86                        | 8 de febrero  | 15:30     | 400          | 7          | 2         |           |           |
| Tapachula Soconusco  | 2 - 1         | Zitácuaro               | Olímpico de Tapachula            | 8 de febrero  | 18:00     | 3 348        | 6          | 1         |           |           |
| Racing de Veracruz   | 2 - 1         | Acatlán F.C.            | Unidad Deportiva Hugo Sánchez    | 8 de febrero  | 19:00     | 1 200        | 4          | 0         |           |           |
| Faraones de Texcoco  | 2 - 0         | Montañeses              | Municipal Claudio Suárez         | 10 de febrero | 20:05     | 7 000        | 6          | 1         |           |           |

| Jornada 6               | Jornada 6     | Jornada 6            | Jornada 6                | Jornada 6     | Jornada 6 | Jornada 6    | Jornada 6  | Jornada 6 | Jornada 6 | Jornada 6 |
| Grupo A                 | Grupo A       | Grupo A              | Grupo A                  | Grupo A       | Grupo A   | Grupo A      | Grupo A    | Grupo A   | Grupo A   | Grupo A   |
| Local                   | Resultado     | Visitante            | Estadio                  | Fecha         | Hora      | Espectadores | Amonestado | Expulsado |           |           |
| ----------------------- | ------------- | -------------------- | ------------------------ | ------------- | --------- | ------------ | ---------- | --------- | --------- | --------- |
| Leones Negros "B"       | 2 - 1         | UAZ                  | La Primavera U. de G.    | 15 de febrero | 11:00     | 50           | 3          | 1         |           |           |
| Tigres de Álica         | 1 - 2         | Real Apodaca         | Nicolás Álvarez Ortega   | 15 de febrero | 16:00     | 150          | 3          | 1         |           |           |
| Tritones Vallarta       | 0 - 0         | Cimarrones de Sonora | C.D. San José del Valle  | 15 de febrero | 16:00     | 100          | 4          | 0         |           |           |
| Agricultores F.C.       | 0 - 3         | Tecos                | U.D. Raúl Ramírez Lozano | 15 de febrero | 19:00     | 600          | 1          | 1         |           |           |
| Los Cabos United        | 3 - 1         | Mexicali F.C.        | Don Koll                 | 15 de febrero | 20:00     | 300          | 0          | 0         |           |           |
| Durango                 | 4 - 2         | Mineros de Fresnillo | Francisco Zarco          | 17 de febrero | 20:05     | 1 000        | 7          | 1         |           |           |
| Grupo B                 |               |                      |                          |               |           |              |            |           |           |           |
| Local                   | Resultado     | Visitante            | Estadio                  | Fecha         | Hora      | Espectadores | Amonestado | Expulsado |           |           |
| Halcones F.C.           | 1 - 0         | UAT                  | Instalaciones FC Total   | 14 de febrero | 15:30     | 60           | 6          | 2         |           |           |
| Zacatepec               | 2 - 0         | Colima F.C.          | Mariano Matamoros        | 15 de febrero | 15:30     | 200          | 3          | 0         |           |           |
| Petroleros de Salamanca | 2 - 0         | Aguacateros CDU      | El Molinito              | 15 de febrero | 15:30     | 300          | 9          | 1         |           |           |
| Aguacateros de Peribán  | 3 - 0         | Irapuato             | Municipal de Peribán     | 15 de febrero | 16:00     | 500          | 8          | 1         |           |           |
| Sporting Canamy         | 1 - 3         | La Piedad            | Olímpico de Oaxtepec     | 15 de febrero | 16:00     | 50           | 2          | 0         |           |           |
| Gavilanes               | (5) 2 - 2 (4) | Lobos ULMX           | El Hogar                 | 15 de febrero | 19:30     | 3 000        | 3          | 0         |           |           |
| Grupo C                 |               |                      |                          |               |           |              |            |           |           |           |
| Local                   | Resultado     | Visitante            | Estadio                  | Fecha         | Hora      | Espectadores | Amonestado | Expulsado |           |           |
| Atlético Aragón         | 0 - 5         | Racing de Veracruz   | Los Pinos                | 14 de febrero | 12:00     | 120          | 2          | 0         |           |           |
| Deportiva Venados       | 4 - 0         | C.D. Chilpancingo    | Alonso Diego Molina      | 15 de febrero | 15:30     | 500          | 5          | 1         |           |           |
| Zitácuaro               | 2 - 0         | Pioneros de Cancún   | Ignacio López Rayón      | 15 de febrero | 16:30     | 500          | 3          | 0         |           |           |
| Jaguares F.C.           | 2 - 3         | Tapachula Soconusco  | Víctor Manuel Reyna      | 15 de febrero | 19:00     | 8 725        | 7          | 0         |           |           |
| Montañeses              | 1 - 1         | Inter Playa          | Socum                    | 16 de febrero | 12:00     | 1 500        | 7          | 0         |           |           |
| Acatlán F.C.            | 1 - 3         | Faraones de Texcoco  | U.D. Gustavo Díaz Ordaz  | 16 de febrero | 16:00     | 200          | 6          | 2         |           |           |

| Jornada 7            | Jornada 7     | Jornada 7               | Jornada 7                        | Jornada 7     | Jornada 7 | Jornada 7    | Jornada 7  | Jornada 7 | Jornada 7 | Jornada 7 |
| Grupo A              | Grupo A       | Grupo A                 | Grupo A                          | Grupo A       | Grupo A   | Grupo A      | Grupo A    | Grupo A   | Grupo A   | Grupo A   |
| Local                | Resultado     | Visitante               | Estadio                          | Fecha         | Hora      | Espectadores | Amonestado | Expulsado |           |           |
| -------------------- | ------------- | ----------------------- | -------------------------------- | ------------- | --------- | ------------ | ---------- | --------- | --------- | --------- |
| Tecos                | 2 - 1         | Leones Negros "B"       | Cancha 2 Tres de Marzo           | 21 de febrero | 17:00     | 100          | 3          | 1         |           |           |
| Cimarrones de Sonora | 2 - 1         | Agricultores F.C.       | Héroe de Nacozari                | 21 de febrero | 19:00     | 277          | 5          | 1         |           |           |
| Tigres de Álica      | 3 - 2         | Los Cabos United        | Nicolás Álvarez Ortega           | 22 de febrero | 16:00     | 100          | 5          | 3         |           |           |
| Mineros de Fresnillo | 2 - 1         | Mexicali F.C.           | Minera Fresnillo                 | 22 de febrero | 17:00     | 50           | 6          | 0         |           |           |
| Real Apodaca         | 1 - 0         | Tritones Vallarta       | Centenario del Ejército Mexicano | 23 de febrero | 16:00     | 150          | 0          | 0         |           |           |
| UAZ                  | 2 - 0         | Durango                 | Universitario U.D. Norte         | 18 de marzo   | 16:00     | 200          | 3          | 1         |           |           |
| Grupo B              |               |                         |                                  |               |           |              |            |           |           |           |
| Local                | Resultado     | Visitante               | Estadio                          | Fecha         | Hora      | Espectadores | Amonestado | Expulsado |           |           |
| UAT                  | 1 - 0         | Petroleros de Salamanca | Prof. Eugenio Alvizo Porras      | 21 de febrero | 10:00     | 100          | 2          | 0         |           |           |
| Aguacateros CDU      | 2 - 3         | La Piedad               | U.D. Hermanos López Rayón        | 22 de febrero | 15:30     | 250          | 3          | 0         |           |           |
| Colima F.C.          | 0 - 3         | Halcones F.C.           | Colima                           | 22 de febrero | 16:00     | 200          | 4          | 1         |           |           |
| Irapuato             | 2 - 1         | Zacatepec               | Sergio León Chávez               | 22 de febrero | 19:00     | 5 000        | 7          | 2         |           |           |
| Gavilanes            | 2 - 1         | Sporting Canamy         | El Hogar                         | 22 de febrero | 19:30     | 1 000        | 3          | 0         |           |           |
| Lobos ULMX           | 1 - 2         | Aguacateros de Peribán  | Miguel Alemán Valdés             | 23 de febrero | 16:00     | 200          | 2          | 1         |           |           |
| Grupo C              |               |                         |                                  |               |           |              |            |           |           |           |
| Local                | Resultado     | Visitante               | Estadio                          | Fecha         | Hora      | Espectadores | Amonestado | Expulsado |           |           |
| Inter Playa          | (5) 3 - 3 (3) | Acatlán F.C.            | Mario Villanueva Madrid          | 21 de febrero | 19:00     | 1 200        | 6          | 1         |           |           |
| Faraones de Texcoco  | 3 - 0         | Atlético Aragón         | Municipal Claudio Suárez         | 21 de febrero | 19:00     | 3 000        | 7          | 1         |           |           |
| Pioneros de Cancún   | 0 - 2         | Jaguares F.C.           | Cancún 86                        | 22 de febrero | 15:30     | 800          | 3          | 1         |           |           |
| Tapachula Soconusco  | 3 - 2         | Montañeses              | Olímpico de Tapachula            | 22 de febrero | 18:00     | 3 927        | 9          | 2         |           |           |
| Racing de Veracruz   | 1 - 1         | C.D. Chilpancingo       | Unidad Deportiva Hugo Sánchez    | 22 de febrero | 19:00     | 1 000        | 7          | 2         |           |           |
| Zitácuaro            | 1 - 2         | Deportiva Venados       | Ignacio López Rayón              | 24 de febrero | 20:05     | 2 500        | 5          | 1         |           |           |

| Jornada 8               | Jornada 8 | Jornada 8            | Jornada 8                 | Jornada 8     | Jornada 8 | Jornada 8    | Jornada 8  | Jornada 8 | Jornada 8 | Jornada 8 |
| Grupo A                 | Grupo A   | Grupo A              | Grupo A                   | Grupo A       | Grupo A   | Grupo A      | Grupo A    | Grupo A   | Grupo A   | Grupo A   |
| Local                   | Resultado | Visitante            | Estadio                   | Fecha         | Hora      | Espectadores | Amonestado | Expulsado |           |           |
| ----------------------- | --------- | -------------------- | ------------------------- | ------------- | --------- | ------------ | ---------- | --------- | --------- | --------- |
| Durango                 | 0 - 0     | Tecos                | Francisco Zarco           | 28 de febrero | 20:00     | 500          | 5          | 0         |           |           |
| Leones Negros "B"       | 3 - 1     | Cimarrones de Sonora | La Primavera U. de G.     | 1 de marzo    | 11:00     | 100          | 4          | 0         |           |           |
| Tritones Vallarta       | 2 - 1     | Tigres de Álica      | C.D. San José del Valle   | 1 de marzo    | 16:00     | 100          | 8          | 0         |           |           |
| Agricultores F.C.       | 0 - 3     | Real Apodaca         | U.D. Raúl Ramírez Lozano  | 1 de marzo    | 19:00     | 100          | 3          | 1         |           |           |
| Los Cabos United        | 1 - 0     | Mineros de Fresnillo | Don Koll                  | 1 de marzo    | 20:00     | 300          | 7          | 2         |           |           |
| Mexicali F.C.           | 2 - 4     | UAZ                  | Ciudad Deportiva Mexicali | 26 de marzo   | 11:00     | 50           | 6          | 0         |           |           |
| Grupo B                 |           |                      |                           |               |           |              |            |           |           |           |
| Local                   | Resultado | Visitante            | Estadio                   | Fecha         | Hora      | Espectadores | Amonestado | Expulsado |           |           |
| Aguacateros de Peribán  | 3 - 0     | Gavilanes            | Municipal de Peribán      | 28 de febrero | 15:30     | 400          | 4          | 0         |           |           |
| Zacatepec               | 1 - 2     | Lobos ULMX           | Mariano Matamoros         | 1 de marzo    | 15:30     | 300          | 3          | 0         |           |           |
| Petroleros de Salamanca | 0 - 1     | Colima F.C.          | El Molinito               | 1 de marzo    | 15:30     |              | 1          | 0         |           |           |
| Sporting Canamy         | 1 - 0     | Aguacateros CDU      | Olímpico de Oaxtepec      | 1 de marzo    | 16:00     | 50           | 4          | 0         |           |           |
| La Piedad               | 2 - 0     | UAT                  | Juan N. López             | 1 de marzo    | 19:00     | 1 000        | 1          | 0         |           |           |
| Halcones F.C.           | 0 - 2     | Irapuato             | Miguel Alemán Valdés      | 3 de marzo    | 20:05     | 500          | 7          | 1         |           |           |
| Grupo C                 |           |                      |                           |               |           |              |            |           |           |           |
| Local                   | Resultado | Visitante            | Estadio                   | Fecha         | Hora      | Espectadores | Amonestado | Expulsado |           |           |
| Atlético Aragón         | 1 - 3     | Inter Playa          | Los Pinos                 | 28 de febrero | 12:00     | 80           | 7          | 0         |           |           |
| C.D. Chilpancingo       | 2 - 0     | Faraones de Texcoco  | General Vicente Guerrero  | 1 de marzo    | 12:00     | 1 000        | 4          | 0         |           |           |
| Deportiva Venados       | 0 - 1     | Racing de Veracruz   | Alonso Diego Molina       | 1 de marzo    | 15:30     | 2 300        | 10         | 2         |           |           |
| Jaguares F.C.           | 5 - 1     | Zitácuaro            | Víctor Manuel Reyna       | 1 de marzo    | 19:00     | 7 945        | 6          | 2         |           |           |
| Montañeses              | 3 - 1     | Pioneros de Cancún   | Socum                     | 2 de marzo    | 12:00     | 1 500        | 2          | 0         |           |           |
| Acatlán F.C.            | 2 - 0     | Tapachula Soconusco  | U.D. Gustavo Díaz Ordaz   | 2 de marzo    | 16:00     | 200          | 2          | 1         |           |           |

| Jornada 9              | Jornada 9 | Jornada 9               | Jornada 9                        | Jornada 9   | Jornada 9 | Jornada 9    | Jornada 9  | Jornada 9 | Jornada 9 | Jornada 9 |
| Grupo A                | Grupo A   | Grupo A                 | Grupo A                          | Grupo A     | Grupo A   | Grupo A      | Grupo A    | Grupo A   | Grupo A   | Grupo A   |
| Local                  | Resultado | Visitante               | Estadio                          | Fecha       | Hora      | Espectadores | Amonestado | Expulsado |           |           |
| ---------------------- | --------- | ----------------------- | -------------------------------- | ----------- | --------- | ------------ | ---------- | --------- | --------- | --------- |
| Tecos                  | 3 - 0     | Mexicali F.C.           | Cancha 2 Tres de Marzo           | 7 de marzo  | 17:00     | 100          | 3          | 0         |           |           |
| Cimarrones de Sonora   | 0 - 0     | Durango                 | Héroe de Nacozari                | 7 de marzo  | 19:00     | 223          | 5          | 0         |           |           |
| Tigres de Álica        | 2 - 0     | Agricultores F.C.       | Nicolás Álvarez Ortega           | 8 de marzo  | 16:00     | 100          | 1          | 0         |           |           |
| Tritones Vallarta      | 0 - 0     | Los Cabos United        | C.D. San José del Valle          | 8 de marzo  | 16:00     | 150          | 1          | 0         |           |           |
| Real Apodaca           | 3 - 1     | Leones Negros "B"       | Centenario del Ejército Mexicano | 9 de marzo  | 16:00     | 200          | 3          | 0         |           |           |
| UAZ                    | 2 - 6     | Mineros de Fresnillo    | Universitario U.D. Norte         | 2 de abril  | 16:00     | 150          | 0          | 1         |           |           |
| Grupo B                |           |                         |                                  |             |           |              |            |           |           |           |
| Local                  | Resultado | Visitante               | Estadio                          | Fecha       | Hora      | Espectadores | Amonestado | Expulsado |           |           |
| UAT                    | 3 - 0     | Aguacateros CDU         | Prof. Eugenio Alvizo Porras      | 7 de marzo  | 10:00     | 100          | 3          | 3         |           |           |
| Colima F.C.            | 2 - 1     | La Piedad               | Colima                           | 8 de marzo  | 16:00     | 200          | 4          | 0         |           |           |
| Aguacateros de Peribán | 7 - 1     | Sporting Canamy         | Municipal de Peribán             | 8 de marzo  | 16:00     | 450          | 2          | 0         |           |           |
| Lobos ULMX             | 0 - 2     | Halcones F.C.           | Miguel Alemán Valdés             | 9 de marzo  | 12:00     | 100          | 4          | 0         |           |           |
| Irapuato               | 3 - 0     | Petroleros de Salamanca | Sergio León Chávez               | 9 de marzo  | 17:00     | 8 000        | 4          | 0         |           |           |
| Gavilanes              | 4 - 0     | Zacatepec               | El Hogar                         | 10 de marzo | 20:05     | 2 000        | 6          | 0         |           |           |
| Grupo C                |           |                         |                                  |             |           |              |            |           |           |           |
| Local                  | Resultado | Visitante               | Estadio                          | Fecha       | Hora      | Espectadores | Amonestado | Expulsado |           |           |
| Inter Playa            | 2 - 0     | C.D. Chilpancingo       | Mario Villanueva Madrid          | 7 de marzo  | 19:00     | 600          | 5          | 1         |           |           |
| Faraones de Texcoco    | 0 - 0     | Racing de Veracruz      | Municipal Claudio Suárez         | 7 de marzo  | 19:00     | 8 000        | 7          | 0         |           |           |
| Pioneros de Cancún     | 3 - 1     | Acatlán F.C.            | Cancún 86                        | 8 de marzo  | 15:30     | 1 000        | 4          | 0         |           |           |
| Zitácuaro              | 1 - 1     | Montañeses              | Ignacio López Rayón              | 8 de marzo  | 16:30     | 500          | 6          | 0         |           |           |
| Tapachula Soconusco    | 4 - 1     | Atlético Aragón         | Olímpico de Tapachula            | 8 de marzo  | 18:00     | 5 300        | 9          | 0         |           |           |
| Jaguares F.C.          | 0 - 0     | Deportiva Venados       | Víctor Manuel Reyna              | 8 de marzo  | 19:00     | 10 000       | 9          | 1         |           |           |

| Jornada 10              | Jornada 10    | Jornada 10             | Jornada 10                    | Jornada 10  | Jornada 10 | Jornada 10   | Jornada 10 | Jornada 10 | Jornada 10 | Jornada 10 |
| Grupo A                 | Grupo A       | Grupo A                | Grupo A                       | Grupo A     | Grupo A    | Grupo A      | Grupo A    | Grupo A    | Grupo A    | Grupo A    |
| Local                   | Resultado     | Visitante              | Estadio                       | Fecha       | Hora       | Espectadores | Amonestado | Expulsado  |            |            |
| ----------------------- | ------------- | ---------------------- | ----------------------------- | ----------- | ---------- | ------------ | ---------- | ---------- | ---------- | ---------- |
| Durango                 | 2 - 0         | Real Apodaca           | Francisco Zarco               | 14 de marzo | 20:00      | 1 000        | 7          | 0          |            |            |
| Leones Negros "B"       | 2 - 1         | Tigres de Álica        | La Primavera U. de G.         | 15 de marzo | 11:00      | 100          | 7          | 0          |            |            |
| Mexicali F.C.           | 0 - 5         | Cimarrones de Sonora   | Ciudad Deportiva Mexicali     | 15 de marzo | 11:00      | 50           | 2          | 0          |            |            |
| Agricultores F.C.       | 1 - 3         | Tritones Vallarta      | U.D. Raúl Ramírez Lozano      | 15 de marzo | 16:00      | 100          | 6          | 0          |            |            |
| UAZ                     | 4 - 3         | Los Cabos United       | Carlos Vega Villalba          | 15 de marzo | 17:00      | 100          | 6          | 0          |            |            |
| Mineros de Fresnillo    | 0 - 2         | Tecos                  | Minera Fresnillo              | 15 de marzo | 17:00      | 150          | 4          | 0          |            |            |
| Grupo B                 |               |                        |                               |             |            |              |            |            |            |            |
| Local                   | Resultado     | Visitante              | Estadio                       | Fecha       | Hora       | Espectadores | Amonestado | Expulsado  |            |            |
| UAT                     | 4 - 0         | Sporting Canamy        | Prof. Eugenio Alvizo Porras   | 14 de marzo | 10:00      | 100          | 5          | 1          |            |            |
| Halcones F.C.           | 1 - 0         | Gavilanes              | Instalaciones FC Total        | 14 de marzo | 15:30      | 50           | 12         | 2          |            |            |
| Zacatepec               | 1 - 2         | Aguacateros de Peribán | Mariano Matamoros             | 15 de marzo | 15:30      | 200          | 9          | 1          |            |            |
| Petroleros de Salamanca | 1 - 0         | Lobos ULMX             | El Molinito                   | 15 de marzo | 15:30      | 300          | 9          | 2          |            |            |
| Aguacateros CDU         | 2 - 0         | Colima F.C.            | U.D. Hermanos López Rayón     | 15 de marzo | 15:30      | 200          | 5          | 0          |            |            |
| La Piedad               | 1 - 0         | Irapuato               | Juan N. López                 | 15 de marzo | 19:00      | 3 000        | 4          | 0          |            |            |
| Grupo C                 |               |                        |                               |             |            |              |            |            |            |            |
| Local                   | Resultado     | Visitante              | Estadio                       | Fecha       | Hora       | Espectadores | Amonestado | Expulsado  |            |            |
| Atlético Aragón         | (7) 2 - 2 (8) | Pioneros de Cancún     | Los Pinos                     | 14 de marzo | 12:00      | 50           | 4          | 0          |            |            |
| Faraones de Texcoco     | 2 - 0         | Deportiva Venados      | Municipal Claudio Suárez      | 14 de marzo | 19:00      | 7 000        | 4          | 1          |            |            |
| C.D. Chilpancingo       | (6) 2 - 2 (5) | Tapachula Soconusco    | General Vicente Guerrero      | 15 de marzo | 12:00      | 600          | 6          | 1          |            |            |
| Montañeses              | 1 - 0         | Jaguares F.C.          | Socum                         | 16 de marzo | 12:00      | 1 500        | 6          | 0          |            |            |
| Acatlán F.C.            | 3 - 1         | Zitácuaro              | U.D. Gustavo Díaz Ordaz       | 16 de marzo | 16:00      | 200          | 6          | 1          |            |            |
| Racing de Veracruz      | 3 - 0         | Inter Playa            | Unidad Deportiva Hugo Sánchez | 17 de marzo | 20:05      | 1 500        | 3          | 0          |            |            |

| Jornada 11             | Jornada 11 | Jornada 11              | Jornada 11                       | Jornada 11  | Jornada 11 | Jornada 11   | Jornada 11 | Jornada 11 | Jornada 11 | Jornada 11 |
| Grupo A                | Grupo A    | Grupo A                 | Grupo A                          | Grupo A     | Grupo A    | Grupo A      | Grupo A    | Grupo A    | Grupo A    | Grupo A    |
| Local                  | Resultado  | Visitante               | Estadio                          | Fecha       | Hora       | Espectadores | Amonestado | Expulsado  |            |            |
| ---------------------- | ---------- | ----------------------- | -------------------------------- | ----------- | ---------- | ------------ | ---------- | ---------- | ---------- | ---------- |
| Tecos                  | 1 - 1      | UAZ                     | Cancha 2 Tres de Marzo           | 21 de marzo | 17:00      | 100          | 7          | 1          |            |            |
| Cimarrones de Sonora   | 3 - 0      | Mineros de Fresnillo    | Héroe de Nacozari                | 21 de marzo | 19:00      | 323          | 2          | 0          |            |            |
| Tigres de Álica        | 1 - 3      | Durango                 | Nicolás Álvarez Ortega           | 22 de marzo | 16:00      | 200          | 2          | 1          |            |            |
| Tritones Vallarta      | 1 - 2      | Leones Negros "B"       | C.D. San José del Valle          | 22 de marzo | 16:00      | 150          | 1          | 0          |            |            |
| Los Cabos United       | 3 - 0      | Agricultores F.C.       | Don Koll                         | 22 de marzo | 20:00      | 300          | 4          | 0          |            |            |
| Real Apodaca           | 1 - 0      | Mexicali F.C.           | Centenario del Ejército Mexicano | 23 de marzo | 16:00      | 100          | 4          | 0          |            |            |
| Grupo B                |            |                         |                                  |             |            |              |            |            |            |            |
| Local                  | Resultado  | Visitante               | Estadio                          | Fecha       | Hora       | Espectadores | Amonestado | Expulsado  |            |            |
| Sporting Canamy        | 1 - 3      | Zacatepec               | Instalaciones FMF Toluca         | 21 de marzo | 15:00      | 100          | 5          | 1          |            |            |
| Colima F.C.            | 1 - 2      | UAT                     | Colima                           | 22 de marzo | 16:00      | 100          | 1          | 0          |            |            |
| Aguacateros de Peribán | 1 - 1      | Halcones F.C.           | Municipal de Peribán             | 22 de marzo | 16:00      | 600          | 3          | 1          |            |            |
| Lobos ULMX             | 0 - 6      | La Piedad               | Miguel Alemán Valdés             | 22 de marzo | 18:00      | 150          | 5          | 0          |            |            |
| Gavilanes              | 2 - 0      | Petroleros de Salamanca | El Hogar                         | 22 de marzo | 19:30      | 4 000        | 4          | 0          |            |            |
| Irapuato               | 4 - 0      | Aguacateros CDU         | Sergio León Chávez               | 24 de marzo | 20:05      | 4 000        | 2          | 0          |            |            |
| Grupo C                |            |                         |                                  |             |            |              |            |            |            |            |
| Local                  | Resultado  | Visitante               | Estadio                          | Fecha       | Hora       | Espectadores | Amonestado | Expulsado  |            |            |
| Pioneros de Cancún     | 3 - 0      | C.D. Chilpancingo       | Cancún 86                        | 22 de marzo | 15:30      | 520          | 3          | 0          |            |            |
| Deportiva Venados      | 0 - 0      | Montañeses              | Alonso Diego Molina              | 22 de marzo | 15:30      | 500          | 3          | 0          |            |            |
| Zitácuaro              | 3 - 0      | Atlético Aragón         | Ignacio López Rayón              | 22 de marzo | 16:30      | 200          | 5          | 4          |            |            |
| Tapachula Soconusco    | 0 - 0      | Racing de Veracruz      | Olímpico de Tapachula            | 22 de marzo | 18:00      | 3 000        | 0          | 0          |            |            |
| Inter Playa            | 1 - 0      | Faraones de Texcoco     | Mario Villanueva Madrid          | 22 de marzo | 19:00      | 1 250        | 4          | 3          |            |            |
| Jaguares F.C.          | 4 - 1      | Acatlán F.C.            | Víctor Manuel Reyna              | 22 de marzo | 19:00      | 7 634        | 2          | 0          |            |            |

| UAT                     | 0 - 0         | Durango                | Prof. Eugenio Alvizo Porras      | 28 de marzo | 10:00 | 100   | 5 | 2 |
| Atlético Aragón         | 0 - 4         | Tigres de Álica        | Los Pinos                        | 28 de marzo | 12:00 | 100   | 3 | 0 |
| Tecos                   | 0 - 1         | La Piedad              | Cancha 2 Tres de Marzo           | 28 de marzo | 17:00 | 200   | 2 | 0 |
| Cimarrones de Sonora    | 3 - 0         | Aguacateros CDU        | Héroe de Nacozari                | 28 de marzo | 19:00 | 133   | 9 | 1 |
| Faraones de Texcoco     | 1 - 1         | Tritones Vallarta      | Municipal Claudio Suárez         | 28 de marzo | 19:00 | 7 100 | 4 | 0 |
| Halcones F.C.           | (3) 3 - 3 (4) | Tapachula Soconusco    | Miguel Alemán Valdés             | 28 de marzo | 19:00 | 100   | 4 | 4 |
| Mexicali F.C.           | 1 - 2         | Aguacateros de Peribán | Ciudad Deportiva Mexicali        | 29 de marzo | 11:00 | 50    | 2 | 0 |
| Zacatepec               | 0 - 1         | C.D. Chilpancingo      | Mariano Matamoros                | 29 de marzo | 15:30 | 250   | 4 | 0 |
| Petroleros de Salamanca | 2 - 4         | Inter Playa            | El Molinito                      | 29 de marzo | 15:30 | 400   | 3 | 0 |
| Colima F.C.             | 0 - 0         | Los Cabos United       | Colima                           | 29 de marzo | 16:00 | 100   | 4 | 0 |
| Agricultores F.C.       | 4 - 2         | Zitácuaro              | U.D. Raúl Ramírez Lozano         | 29 de marzo | 16:00 | 50    | 7 | 1 |
| Sporting Canamy         | 0 - 4         | Pioneros de Cancún     | Olímpico de Oaxtepec             | 29 de marzo | 16:00 | 50    | 3 | 0 |
| Irapuato                | 3 - 1         | Deportiva Venados      | Sergio León Chávez               | 29 de marzo | 17:00 | 3 000 | 3 | 0 |
| Racing de Veracruz      | 1 - 0         | Mineros de Fresnillo   | Unidad Deportiva Hugo Sánchez    | 29 de marzo | 19:00 | 1 500 | 4 | 0 |
| Montañeses              | 2 - 0         | UAZ                    | Socum                            | 30 de marzo | 12:00 | 3 000 | 4 | 0 |
| Acatlán F.C.            | (5) 2 - 2 (4) | Leones Negros "B"      | U.D. Gustavo Díaz Ordaz          | 30 de marzo | 16:00 | 200   | 2 | 2 |
| Real Apodaca            | (4) 2 - 2 (2) | Gavilanes              | Centenario del Ejército Mexicano | 30 de marzo | 16:00 | 300   | 2 | 0 |
| Lobos ULMX              | 2 - 1         | Jaguares F.C.          | Miguel Alemán Valdés             | 31 de marzo | 20:05 | 300   | 4 | 0 |

| UAT                    | 0 - 1 | Real Apodaca            | Prof. Eugenio Alvizo Porras | 4 de abril | 10:00 | 100   | 2 | 0 |
| Inter Playa            | 0 - 3 | Irapuato                | Mario Villanueva Madrid     | 4 de abril | 19:00 | 3 500 | 6 | 1 |
| Durango                | 3 - 1 | Gavilanes               | Francisco Zarco             | 4 de abril | 20:00 | 800   | 0 | 1 |
| Leones Negros "B"      | 2 - 0 | Colima F.C.             | La Primavera U. de G.       | 5 de abril | 11:00 | 50    | 2 | 0 |
| C.D. Chilpancingo      | 3 - 0 | Sporting Canamy         | General Vicente Guerrero    | 5 de abril | 12:00 | 1 000 | 0 | 0 |
| Aguacateros CDU        | 2 - 1 | Mexicali F.C.           | U.D. Hermanos López Rayón   | 5 de abril | 15:30 | 200   | 2 | 1 |
| Deportiva Venados      | 4 - 0 | Petroleros de Salamanca | Alonso Diego Molina         | 5 de abril | 15:30 | 500   | 3 | 1 |
| Pioneros de Cancún     | 1 - 0 | Zacatepec               | Cancún 86                   | 5 de abril | 15:30 | 410   | 4 | 3 |
| Aguacateros de Peribán | 2 - 0 | Cimarrones de Sonora    | Municipal de Peribán        | 5 de abril | 16:00 | 750   | 2 | 0 |
| Tigres de Álica        | 1 - 0 | Faraones de Texcoco     | Nicolás Álvarez Ortega      | 5 de abril | 16:00 | 200   | 3 | 1 |
| Tritones Vallarta      | 3 - 1 | Atlético Aragón         | C.D. San José del Valle     | 5 de abril | 16:00 | 100   | 8 | 0 |
| UAZ                    | 0 - 2 | Racing de Veracruz      | Universitario U.D. Norte    | 5 de abril | 16:00 | 120   | 4 | 0 |
| Zitácuaro              | 1 - 1 | Tecos                   | Ignacio López Rayón         | 5 de abril | 16:30 | 300   | 6 | 1 |
| Lobos ULMX             | 4 - 3 | Tapachula Soconusco     | Miguel Alemán Valdés        | 5 de abril | 18:00 | 300   | 4 | 0 |
| Jaguares F.C.          | 1 - 2 | Halcones F.C.           | Víctor Manuel Reyna         | 5 de abril | 19:00 | 8 700 | 9 | 0 |
| La Piedad              | 2 - 3 | Agricultores F.C.       | Juan N. López               | 5 de abril | 19:00 | 1 200 | 4 | 0 |
| Los Cabos United       | 5 - 2 | Acatlán F.C.            | Don Koll                    | 5 de abril | 20:00 | 500   | 5 | 0 |
| Mineros de Fresnillo   | 1 - 2 | Montañeses              | Carlos Vega Villalba        | 7 de abril | 20:05 | 200   | 4 | 0 |

| Atlético Aragón         | 2 - 3         | Faraones de Texcoco | Los Pinos                        | 11 de abril | 12:00 | 250   | 9 | 4 |
| Halcones F.C.           | 0 - 0         | Lobos ULMX          | Instalaciones FC Total           | 11 de abril | 15:30 | 100   | 2 | 1 |
| Tecos                   | 3 - 1         | Agricultores F.C.   | Cancha 2 Tres de Marzo           | 11 de abril | 17:00 | 100   | 4 | 1 |
| Cimarrones de Sonora    | 4 - 0         | Mexicali F.C.       | Héroe de Nacozari                | 11 de abril | 19:00 | 120   | 0 | 0 |
| Petroleros de Salamanca | 0 - 3         | Irapuato            | Instalaciones FMF Toluca         | 12 de abril | 10:00 | 20    | 1 | 0 |
| Leones Negros "B"       | 1 - 2         | Los Cabos United    | La Primavera U. de G.            | 12 de abril | 11:00 | 100   | 8 | 0 |
| C.D. Chilpancingo       | 2 - 1         | Pioneros de Cancún  | General Vicente Guerrero         | 12 de abril | 12:00 | 600   | 3 | 0 |
| Zacatepec               | 1 - 1         | Sporting Canamy     | Mariano Matamoros                | 12 de abril | 15:30 | 200   | 5 | 0 |
| Deportiva Venados       | 3 - 1         | Inter Playa         | Alonso Diego Molina              | 12 de abril | 15:30 | 200   | 0 | 0 |
| Aguacateros de Peribán  | 2 - 4         | Aguacateros CDU     | Municipal de Peribán             | 12 de abril | 16:00 | 200   | 3 | 0 |
| Tigres de Álica         | 2 - 1         | Tritones Vallarta   | Nicolás Álvarez Ortega           | 12 de abril | 16:00 | 100   | 4 | 1 |
| Colima F.C.             | 0 - 0         | Acatlán F.C.        | Colima                           | 12 de abril | 16:00 | 20    | 1 | 0 |
| Mineros de Fresnillo    | 0 - 2         | UAZ                 | Minera Fresnillo                 | 12 de abril | 17:00 | 100   | 4 | 2 |
| Tapachula Soconusco     | 1 - 1         | Jaguares F.C.       | Olímpico de Tapachula            | 12 de abril | 18:00 | 5 000 | 7 | 2 |
| La Piedad               | (3) 2 - 2 (4) | Zitácuaro           | Juan N. López                    | 12 de abril | 19:00 | 500   | 3 | 0 |
| Racing de Veracruz      | 1 - 0         | Montañeses          | Unidad Deportiva Hugo Sánchez    | 12 de abril | 19:00 | 1 500 | 4 | 0 |
| Gavilanes               | 1 - 1         | UAT                 | El Hogar                         | 12 de abril | 19:30 | 4 520 | 0 | 1 |
| Real Apodaca            | 1 - 2         | Durango             | Centenario del Ejército Mexicano | 13 de abril | 16:00 | 200   | 4 | 1 |

## Tabla General de Clasificación
| Pos. | Equipo                    | Pts. | PJ | G  | E | P  | GF | GC | Dif. | Clasificación                              |
| ---- | ------------------------- | ---- | -- | -- | - | -- | -- | -- | ---- | ------------------------------------------ |
| 1    | Aguacateros de Peribán(C) | 35   | 14 | 10 | 3 | 1  | 35 | 12 | +23  | Cuartos de final de la liguilla de ascenso |
| 2    | Irapuato                  | 34   | 14 | 10 | 1 | 3  | 33 | 13 | +20  | Cuartos de final de la liguilla de ascenso |
| 3    | Halcones F.C.             | 34   | 14 | 9  | 3 | 2  | 24 | 11 | +13  | Cuartos de final de la liguilla de ascenso |
| 4    | Cimarrones de Sonora      | 31   | 14 | 9  | 2 | 3  | 29 | 9  | +20  | Cuartos de final de la liguilla de ascenso |
| 5    | Racing de Veracruz        | 30   | 14 | 8  | 4 | 2  | 22 | 9  | +13  | Cuartos de final de la liguilla de ascenso |
| 6    | Real Apodaca              | 30   | 14 | 9  | 1 | 4  | 20 | 14 | +6   | Cuartos de final de la liguilla de ascenso |
| 7    | Durango                   | 29   | 14 | 8  | 4 | 2  | 19 | 10 | +9   | Cuartos de final de la liguilla de ascenso |
| 8    | Los Cabos United          | 28   | 14 | 8  | 2 | 4  | 30 | 17 | +13  |                                            |
| 9    | Deportiva Venados         | 27   | 14 | 8  | 2 | 4  | 29 | 11 | +18  | Cuartos de final de la liguilla de ascenso |
| 10   | C.D. Chilpancingo         | 27   | 14 | 8  | 2 | 4  | 22 | 23 | −1   |                                            |
| 11   | La Piedad                 | 26   | 14 | 7  | 3 | 4  | 26 | 16 | +10  |                                            |
| 12   | Montañeses                | 25   | 14 | 7  | 3 | 4  | 23 | 13 | +10  |                                            |
| 13   | Faraones de Texcoco       | 24   | 14 | 7  | 2 | 5  | 17 | 12 | +5   |                                            |
| 14   | Tigres de Álica           | 24   | 14 | 7  | 1 | 6  | 22 | 18 | +4   |                                            |
| 15   | Gavilanes                 | 23   | 14 | 5  | 5 | 4  | 28 | 23 | +5   |                                            |
| 16   | Jaguares F.C.             | 22   | 14 | 6  | 3 | 5  | 28 | 17 | +11  |                                            |
| 17   | Pioneros de Cancún        | 22   | 14 | 6  | 2 | 6  | 20 | 17 | +3   |                                            |
| 18   | Tecos                     | 22   | 14 | 5  | 5 | 4  | 20 | 17 | +3   |                                            |
| 19   | Leones Negros "B"         | 22   | 14 | 7  | 1 | 6  | 22 | 20 | +2   | Semifinales de la liguilla de filiales     |
| 20   | UAZ                       | 22   | 14 | 6  | 1 | 7  | 22 | 28 | −6   |                                            |
| 21   | Tritones Vallarta         | 21   | 14 | 5  | 4 | 5  | 16 | 15 | +1   |                                            |
| 22   | Tapachula Soconusco F.C.  | 21   | 14 | 5  | 5 | 4  | 24 | 24 | 0    |                                            |
| 23   | Inter Playa               | 21   | 14 | 5  | 3 | 6  | 17 | 20 | −3   |                                            |
| 24   | Zacatepec                 | 20   | 14 | 6  | 1 | 7  | 19 | 20 | −1   |                                            |
| 25   | Lobos ULMX                | 20   | 14 | 5  | 4 | 5  | 17 | 22 | −5   | Semifinales de la liguilla de filiales     |
| 26   | UAT                       | 18   | 14 | 5  | 3 | 6  | 17 | 12 | +5   | Semifinales de la liguilla de filiales     |
| 27   | Mineros de Fresnillo      | 17   | 14 | 5  | 1 | 8  | 19 | 22 | −3   | Semifinales de la liguilla de filiales     |
| 28   | Agricultores F.C.         | 16   | 14 | 4  | 2 | 8  | 17 | 27 | −10  |                                            |
| 29   | Zitácuaro                 | 14   | 14 | 3  | 4 | 7  | 16 | 24 | −8   |                                            |
| 30   | Acatlán F.C.              | 14   | 14 | 3  | 3 | 8  | 23 | 37 | −14  |                                            |
| 31   | Colima F.C.               | 14   | 14 | 4  | 2 | 8  | 8  | 29 | −21  |                                            |
| 32   | Aguacateros CDU           | 12   | 14 | 3  | 2 | 9  | 14 | 31 | −17  |                                            |
| 33   | Sporting Canamy           | 10   | 14 | 3  | 1 | 10 | 18 | 36 | −18  |                                            |
| 34   | Petroleros de Salamanca   | 6    | 14 | 2  | 0 | 12 | 10 | 35 | −25  |                                            |
| 35   | Atlético Aragón           | 4    | 14 | 1  | 1 | 12 | 13 | 46 | −33  |                                            |
| 36   | Mexicali F.C.             | 0    | 14 | 0  | 0 | 14 | 6  | 35 | −29  | Último lugar de la tabla de cocientes      |

Actualizado a los partidos jugados el 13 de abril de 2025.
 Fuente: Liga Premier FMF
Criterios de clasificación: Puntos · Diferencia de goles · Goles a favor · Cociente

## Grupos

### Grupo 1
| Pos. | Equipo               | Pts. | PJ | G | E | P  | GF | GC | Dif. | Clasificación                              |
| ---- | -------------------- | ---- | -- | - | - | -- | -- | -- | ---- | ------------------------------------------ |
| 1    | Cimarrones de Sonora | 31   | 14 | 9 | 2 | 3  | 29 | 9  | +20  | Cuartos de final de la liguilla de ascenso |
| 2    | Real Apodaca         | 30   | 14 | 9 | 1 | 4  | 20 | 14 | +6   | Cuartos de final de la liguilla de ascenso |
| 3    | Durango              | 29   | 14 | 8 | 4 | 2  | 19 | 10 | +9   | Cuartos de final de la liguilla de ascenso |
| 4    | Los Cabos United     | 28   | 14 | 8 | 2 | 4  | 30 | 17 | +13  |                                            |
| 5    | Tigres de Álica      | 24   | 14 | 7 | 1 | 6  | 22 | 18 | +4   |                                            |
| 6    | Tecos                | 22   | 14 | 5 | 5 | 4  | 20 | 17 | +3   |                                            |
| 7    | Leones Negros "B"    | 22   | 14 | 7 | 1 | 6  | 22 | 20 | +2   | Semifinales de la liguilla de filiales     |
| 8    | UAZ                  | 22   | 14 | 6 | 1 | 7  | 22 | 28 | −6   |                                            |
| 9    | Tritones Vallarta    | 21   | 14 | 5 | 4 | 5  | 16 | 15 | +1   |                                            |
| 10   | Mineros de Fresnillo | 17   | 14 | 5 | 1 | 8  | 19 | 22 | −3   | Semifinales de la liguilla de filiales     |
| 11   | Agricultores F.C.    | 16   | 14 | 4 | 2 | 8  | 17 | 27 | −10  |                                            |
| 12   | Mexicali F.C.        | 0    | 14 | 0 | 0 | 14 | 6  | 35 | −29  |                                            |

Actualizado a los partidos jugados el 13 de abril de 2025.
 Fuente: Liga Premier FMF
Criterios de clasificación: Puntos · Diferencia de goles · Goles a favor · Cociente

#### Evolución de la clasificación
Fecha de actualización: 13 de abril de 2025
| Equipo / Jornada | 01 | 02  | 03   | 04   | 05  | 06  | 07  | 08   | 09    | 10    | 11  | 12  | 13 | 14 |
| ---------------- | -- | --- | ---- | ---- | --- | --- | --- | ---- | ----- | ----- | --- | --- | -- | -- |
| Cimarrones       | 2  | 1   | 1    | 1    | 1   | 1   | 1   | 2    | 3     | 1     | 1   | 1   | 2  | 1  |
| Apodaca          | 9  | 6   | 8*   | 7*   | 10* | 7*  | 5*  | 3*   | 1*    | 2*    | 2   | 2   | 1  | 2  |
| Durango          | 8  | 8   | 7    | 4    | 4   | 2   | 3*  | 4*   | 4*    | 4*    | 3   | 3   | 3  | 3  |
| Los Cabos        | 1  | 4*  | 5*   | 9*   | 5*  | 3*  | 2   | 1    | 2     | 3     | 4   | 4   | 4  | 4  |
| Tigres de Álica  | 3  | 2   | 2    | 2    | 6   | 9   | 6   | 8    | 5     | 8     | 8   | 6   | 6  | 5  |
| Tecos            | 11 | 12  | 12*  | 11*  | 11* | 11* | 9*  | 9*   | 7*    | 5*    | 5   | 7   | 8  | 6  |
| Leones Negros    | 7* | 9** | 10** | 10** | 9*  | 6*  | 8   | 6    | 9     | 7     | 6   | 5   | 5  | 7  |
| UAZ              | 12 | 11  | 9    | 5    | 8   | 10  | 11* | 11** | 11*** | 10*** | 9** | 8*  | 9  | 8  |
| Vallarta         | 5  | 3   | 4    | 8    | 7   | 8   | 10  | 7    | 8     | 6     | 7   | 9   | 7  | 9  |
| Fresnillo        | 4  | 5   | 3    | 3    | 2   | 4   | 4   | 5    | 6*    | 9*    | 10* | 10* | 10 | 10 |
| Agricultores     | 6* | 7*  | 6*   | 6*   | 3   | 5   | 7   | 10   | 10    | 11    | 11  | 11  | 11 | 11 |
| Mexicali         | 10 | 10  | 11   | 12   | 12  | 12  | 12  | 12*  | 12*   | 12*   | 12* | 12  | 12 | 12 |

- * Indica la posición del equipo con un partido pendiente.

### Grupo 2
| Pos. | Equipo                  | Pts. | PJ | G  | E | P  | GF | GC | Dif. | Clasificación                              |
| ---- | ----------------------- | ---- | -- | -- | - | -- | -- | -- | ---- | ------------------------------------------ |
| 1    | Aguacateros de Peribán  | 35   | 14 | 10 | 3 | 1  | 35 | 12 | +23  | Cuartos de final de la liguilla de ascenso |
| 2    | Irapuato                | 34   | 14 | 10 | 1 | 3  | 33 | 13 | +20  | Cuartos de final de la liguilla de ascenso |
| 3    | Halcones F.C.           | 34   | 14 | 9  | 3 | 2  | 24 | 11 | +13  | Cuartos de final de la liguilla de ascenso |
| 4    | La Piedad               | 26   | 14 | 7  | 3 | 4  | 26 | 16 | +10  |                                            |
| 5    | Gavilanes               | 23   | 14 | 5  | 5 | 4  | 28 | 23 | +5   |                                            |
| 6    | Zacatepec               | 20   | 14 | 6  | 1 | 7  | 19 | 20 | −1   |                                            |
| 7    | Lobos ULMX              | 20   | 14 | 5  | 4 | 5  | 17 | 22 | −5   | Semifinales de la liguilla de filiales     |
| 8    | UAT                     | 18   | 14 | 5  | 3 | 6  | 17 | 12 | +5   | Semifinales de la liguilla de filiales     |
| 9    | Colima F.C.             | 14   | 14 | 4  | 2 | 8  | 8  | 29 | −21  |                                            |
| 10   | Aguacateros CDU         | 12   | 14 | 3  | 2 | 9  | 14 | 31 | −17  |                                            |
| 11   | Sporting Canamy         | 10   | 14 | 3  | 1 | 10 | 18 | 36 | −18  |                                            |
| 12   | Petroleros de Salamanca | 6    | 14 | 2  | 0 | 12 | 10 | 35 | −25  |                                            |

Actualizado a los partidos jugados el 12 de abril de 2025.
 Fuente: Liga Premier FMF
Criterios de clasificación: Puntos · Diferencia de goles · Goles a favor · Cociente

#### Evolución de la clasificación
Fecha de actualización: 12 de abril de 2025
| Equipo / Jornada | 01 | 02 | 03 | 04 | 05 | 06 | 07 | 08 | 09 | 10 | 11 | 12 | 13 | 14 |
| ---------------- | -- | -- | -- | -- | -- | -- | -- | -- | -- | -- | -- | -- | -- | -- |
| Peribán          | 1  | 1  | 4  | 3  | 2  | 2  | 2  | 1  | 1  | 1  | 1  | 1  | 1  | 1  |
| Irapuato         | 11 | 5  | 3  | 5  | 4  | 5  | 5  | 3  | 3  | 3  | 3  | 3  | 3  | 2  |
| Halcones         | 3  | 6  | 1  | 2  | 1  | 1  | 1  | 2  | 1  | 2  | 2  | 2  | 2  | 3  |
| La Piedad        | 7  | 10 | 10 | 10 | 9  | 7  | 6  | 5  | 5  | 5  | 4  | 4  | 4  | 4  |
| Gavilanes        | 6  | 4  | 2  | 1  | 5  | 4  | 3  | 6  | 4  | 4  | 5  | 5  | 5  | 5  |
| Zacatepec        | 12 | 8  | 5  | 4  | 3  | 3  | 4  | 4  | 6  | 6  | 6  | 6  | 6  | 6  |
| Lobos ULMX       | 2  | 2  | 7  | 7  | 6  | 6  | 7  | 7  | 7  | 8  | 8  | 8  | 7  | 7  |
| UAT              | 4  | 3  | 8  | 9  | 10 | 10 | 8  | 10 | 9  | 7  | 7  | 7  | 8  | 8  |
| Colima           | 5  | 9  | 6  | 8  | 8  | 9  | 10 | 9  | 8  | 9  | 9  | 9  | 9  | 9  |
| Aguacateros CDU  | 9  | 11 | 11 | 11 | 11 | 12 | 12 | 12 | 12 | 12 | 12 | 12 | 11 | 10 |
| Sp. Canamy       | 8  | 7  | 9  | 6  | 7  | 8  | 9  | 8  | 10 | 10 | 10 | 10 | 10 | 11 |
| Salamanca        | 10 | 12 | 12 | 12 | 12 | 11 | 11 | 11 | 11 | 11 | 11 | 11 | 12 | 12 |

- * Indica la posición del equipo con un partido pendiente.

### Grupo 3
| Pos. | Equipo                   | Pts. | PJ | G | E | P  | GF | GC | Dif. | Clasificación                              |
| ---- | ------------------------ | ---- | -- | - | - | -- | -- | -- | ---- | ------------------------------------------ |
| 1    | Racing de Veracruz       | 30   | 14 | 8 | 4 | 2  | 22 | 9  | +13  | Cuartos de final de la liguilla de ascenso |
| 2    | Deportiva Venados        | 27   | 14 | 8 | 2 | 4  | 29 | 11 | +18  | Cuartos de final de la liguilla de ascenso |
| 3    | C.D. Chilpancingo        | 27   | 14 | 8 | 2 | 4  | 22 | 23 | −1   |                                            |
| 4    | Montañeses               | 25   | 14 | 7 | 3 | 4  | 23 | 13 | +10  |                                            |
| 5    | Faraones de Texcoco      | 24   | 14 | 7 | 2 | 5  | 17 | 12 | +5   |                                            |
| 6    | Jaguares F.C.            | 22   | 14 | 6 | 3 | 5  | 28 | 17 | +11  |                                            |
| 7    | Pioneros de Cancún       | 22   | 14 | 6 | 2 | 6  | 20 | 17 | +3   |                                            |
| 8    | Tapachula Soconusco F.C. | 21   | 14 | 5 | 5 | 4  | 24 | 24 | 0    |                                            |
| 9    | Inter Playa              | 21   | 14 | 5 | 3 | 6  | 17 | 20 | −3   |                                            |
| 10   | Zitácuaro                | 14   | 14 | 3 | 4 | 7  | 16 | 24 | −8   |                                            |
| 11   | Acatlán F.C.             | 14   | 14 | 3 | 3 | 8  | 23 | 37 | −14  |                                            |
| 12   | Atlético Aragón          | 4    | 14 | 1 | 1 | 12 | 13 | 46 | −33  |                                            |

Actualizado a los partidos jugados el 12 de abril de 2025.
 Fuente: Liga Premier FMF
Criterios de clasificación: Puntos · Diferencia de goles · Goles a favor · Cociente

#### Evolución de la clasificación
Fecha de actualización: 12 de abril de 2025
| Equipo / Jornada | 01 | 02 | 03 | 04 | 05 | 06 | 07 | 08 | 09 | 10 | 11 | 12 | 13 | 14 |
| ---------------- | -- | -- | -- | -- | -- | -- | -- | -- | -- | -- | -- | -- | -- | -- |
| Rac. Veracruz    | 4  | 2  | 7  | 7  | 6  | 5  | 6  | 5  | 4  | 3  | 3  | 1  | 1  | 1  |
| Dep. Venados     | 7  | 3  | 1  | 1  | 1  | 1  | 1  | 1  | 1  | 1  | 1  | 4  | 3  | 2  |
| Chilpancingo     | 2  | 10 | 6  | 4  | 2  | 3  | 5  | 4  | 6  | 6  | 7  | 7  | 4  | 3  |
| Montañeses       | 1  | 1  | 2  | 2  | 4  | 4  | 7  | 6  | 7  | 5  | 5  | 2  | 2  | 4  |
| Faraones         | 5  | 6  | 5  | 6  | 5  | 2  | 2  | 3  | 3  | 2  | 4  | 5  | 7  | 5  |
| Jaguares         | 8  | 4  | 3  | 3  | 3  | 6  | 3  | 2  | 2  | 4  | 2  | 3  | 6  | 6  |
| Pioneros         | 9  | 5  | 4  | 5  | 7  | 8  | 10 | 10 | 9  | 9  | 9  | 9  | 5  | 7  |
| Tapachula        | 10 | 9  | 10 | 8  | 8  | 7  | 4  | 7  | 5  | 7  | 6  | 8  | 9  | 8  |
| Inter Playa      | 6  | 7  | 9  | 11 | 9  | 10 | 8  | 8  | 8  | 8  | 8  | 6  | 8  | 9  |
| Zitácuaro        | 11 | 11 | 12 | 9  | 10 | 9  | 9  | 11 | 10 | 11 | 10 | 11 | 11 | 10 |
| Acatlán          | 12 | 12 | 8  | 10 | 11 | 11 | 11 | 9  | 11 | 10 | 11 | 10 | 10 | 11 |
| Aragón           | 3  | 8  | 11 | 12 | 12 | 12 | 12 | 12 | 12 | 12 | 12 | 12 | 12 | 12 |

- * Indica la posición del equipo con un partido pendiente.

## Máximos goleadores
- Datos según la página oficial de la competición.

 Fecha de actualización: 13 de abril de 2025
| Pos. | Jugador             | Equipo                   | Goles | Minutos | Frec.       |
| ---- | ------------------- | ------------------------ | ----- | ------- | ----------- |
| 1.º  | David García        | Aguacateros de Peribán   | 18    | 1152    | 64 min.     |
| 2.º  | Luis Mosquera       | Los Cabos United         | 12    | 948     | 79 min.     |
| =    | Edgar Verduzco      | Agricultores F.C.        | 12    | 1072    | 89.33 min.  |
| =    | Francisco Castañeda | Gavilanes                | 12    | 1106    | 92.17 min.  |
| =    | Klinsman Calderón   | Jaguares F.C.            | 12    | 1170    | 97.5 min.   |
| 6.º  | Iván Hernández      | Irapuato                 | 11    | 864     | 78.55 min.  |
| 7.º  | Adolfo Hernández    | Racing de Veracruz       | 10    | 1260    | 126 min.    |
| 8.º  | Moisés Villatoro    | Tapachula Soconusco F.C. | 8     | 1013    | 126.63 min. |
| =    | César Landa         | Montañeses               | 8     | 1168    | 146 min.    |
| =    | Santiago Micolta    | Deportiva Venados        | 7     | 1198    | 149.5 min.  |

## Asistencia
El listado excluye los partidos que fueron disputados a puerta cerrada.
 Fecha de actualización: 13 de abril de 2025
| 1       | 11,200  | 622   | Inter Playa vs Deportiva Venados (3,500)         | 4 partidos (50)                                 |
| 2       | 24,880  | 1,463 | Jaguares F.C. vs C.D. Chilpancingo (9,800)       | 3 partidos (100)                                |
| 3       | 16,137  | 897   | Faraones de Texcoco vs Zitácuaro (3,500)         | Mineros de Fresnillo vs Tritones Vallarta (50)  |
| 4       | 18,930  | 1,114 | Jaguares F.C. vs Faraones de Texcoco (9,400)     | Sporting Canamy vs Petroleros de Salamanca (50) |
| 5       | 20,828  | 1,157 | Faraones de Texcoco vs Montañeses F.C. (7,000)   | Mexicali F.C. vs Durango (50)                   |
| 6       | 17,855  | 992   | Jaguares F.C.vs Tapachula Soconusco (8,725)      | 2 partidos (50)                                 |
| 7       | 19,874  | 1,104 | C.D. Irapuato vs Zacatepec F.C. (5,000)          | Mineros de Fresnillo vs Mexicali F.C. (50)      |
| 8       | 16,425  | 913   | Jaguares F.C. vs Zitácuaro (7,945)               | 2 partidos (50)                                 |
| 9       | 37,273  | 2,071 | Jaguares F.C. vs Deportiva Venados (10,000)      | 4 partidos (100)                                |
| 10      | 16,200  | 900   | Faraones de Texcoco vs Deportiva Venados (7,000) | 3 partidos (50)                                 |
| 11      | 23,127  | 1,285 | Jaguares F.C. vs Acatlán F.C. (7,634)            | 4 partidos (100)                                |
| 12      | 16,933  | 941   | Faraones de Texcoco vs Zitácuaro (7,100)         | 3 partidos (50)                                 |
| 13      | 18,930  | 1,052 | Jaguares F.C. vs Halcones F.C. (8,700)           | Leones Negros "B" vs Colima F.C. (50)           |
| 14      | 13,830  | 768   | Tapachula Soconusco vs Jaguares F.C. (5,000)     | 2 partidos (20)                                 |
| Totales | 272,602 | 1,099 | Jaguares F.C. vs Deportiva Venados (10,000)      | 2 partidos (20)                                 |

## Liguilla

### Liguilla de ascenso
|  | Cuartos de final                                            | Cuartos de final                                            | Cuartos de final                                            | Cuartos de final                                            | Cuartos de final                                            |   |   | Semifinales                                          | Semifinales                                          | Semifinales                                          | Semifinales                                          | Semifinales                                          |  |   | Final                                               | Final                                               | Final                                               | Final                                               | Final                                               |  |
|  | 19 y 20 de abril de 2025 (ida) 26 de abril de 2025 (vuelta) | 19 y 20 de abril de 2025 (ida) 26 de abril de 2025 (vuelta) | 19 y 20 de abril de 2025 (ida) 26 de abril de 2025 (vuelta) | 19 y 20 de abril de 2025 (ida) 26 de abril de 2025 (vuelta) | 19 y 20 de abril de 2025 (ida) 26 de abril de 2025 (vuelta) |   |   | 30 de abril de 2025 (ida) 3 de mayo de 2025 (vuelta) | 30 de abril de 2025 (ida) 3 de mayo de 2025 (vuelta) | 30 de abril de 2025 (ida) 3 de mayo de 2025 (vuelta) | 30 de abril de 2025 (ida) 3 de mayo de 2025 (vuelta) | 30 de abril de 2025 (ida) 3 de mayo de 2025 (vuelta) |  |   | 7 de mayo de 2025 (ida) 10 de mayo de 2025 (vuelta) | 7 de mayo de 2025 (ida) 10 de mayo de 2025 (vuelta) | 7 de mayo de 2025 (ida) 10 de mayo de 2025 (vuelta) | 7 de mayo de 2025 (ida) 10 de mayo de 2025 (vuelta) | 7 de mayo de 2025 (ida) 10 de mayo de 2025 (vuelta) |  |
|  |                                                             |                                                             |                                                             |                                                             |                                                             |   |   |                                                      |                                                      |                                                      |                                                      |                                                      |  |   |                                                     |                                                     |                                                     |                                                     |                                                     |  |
|  |                                                             |                                                             |                                                             |                                                             |                                                             |   |   |                                                      |                                                      |                                                      |                                                      |                                                      |  |   |                                                     |                                                     |                                                     |                                                     |                                                     |  |
|  | 1                                                           | Aguacateros de Peribán                                      | 1                                                           | 4                                                           | 5                                                           |   |   |                                                      |                                                      |                                                      |                                                      |                                                      |  |   |                                                     |                                                     |                                                     |                                                     |                                                     |  |
|  | 1                                                           | Aguacateros de Peribán                                      | 1                                                           | 4                                                           | 5                                                           |   |   |                                                      |                                                      |                                                      |                                                      |                                                      |  |   |                                                     |                                                     |                                                     |                                                     |                                                     |  |
|  | 8                                                           | Deportiva Venados                                           | 1                                                           | 1                                                           | 2                                                           |   |   |                                                      |                                                      |                                                      |                                                      |                                                      |  |   |                                                     |                                                     |                                                     |                                                     |                                                     |  |
|  | 8                                                           | Deportiva Venados                                           | 1                                                           | 1                                                           | 2                                                           |   | 1 | Aguacateros de Peribán                               | 0                                                    | 2                                                    | 2                                                    |                                                      |  |   |                                                     |                                                     |                                                     |                                                     |                                                     |  |
|  |                                                             |                                                             |                                                             |                                                             |                                                             |   | 1 | Aguacateros de Peribán                               | 0                                                    | 2                                                    | 2                                                    |                                                      |  |   |                                                     |                                                     |                                                     |                                                     |                                                     |  |
|  |                                                             |                                                             | 6                                                           | Real Apodaca                                                | 1                                                           | 0 | 1 |                                                      |                                                      |                                                      |                                                      |                                                      |  |   |                                                     |                                                     |                                                     |                                                     |                                                     |  |
|  | 3                                                           | Halcones F.C.                                               | 6                                                           | Real Apodaca                                                | 1                                                           | 0 | 1 | 0                                                    | 2                                                    | 2                                                    |                                                      |                                                      |  |   |                                                     |                                                     |                                                     |                                                     |                                                     |  |
|  | 3                                                           | Halcones F.C.                                               |                                                             |                                                             |                                                             |   |   |                                                      |                                                      | 2                                                    |                                                      |                                                      |  |   |                                                     |                                                     |                                                     |                                                     |                                                     |  |
|  | 6                                                           | Real Apodaca                                                | 2                                                           | 1                                                           | 3                                                           |   |   |                                                      |                                                      |                                                      |                                                      |                                                      |  |   |                                                     |                                                     |                                                     |                                                     |                                                     |  |
|  | 6                                                           | Real Apodaca                                                | 2                                                           | 1                                                           | 3                                                           |   |   |                                                      |                                                      |                                                      |                                                      |                                                      |  | 1 | Aguacateros de Peribán                              | 0                                                   | 0                                                   | 0                                                   |                                                     |  |
|  |                                                             |                                                             |                                                             |                                                             |                                                             |   |   |                                                      |                                                      |                                                      |                                                      |                                                      |  | 1 | Aguacateros de Peribán                              | 0                                                   | 0                                                   | 0                                                   |                                                     |  |
|  |                                                             |                                                             | 2                                                           | Irapuato                                                    | 2                                                           | 0 | 2 |                                                      |                                                      |                                                      |                                                      |                                                      |  |   |                                                     |                                                     |                                                     |                                                     |                                                     |  |
|  | 2                                                           | Irapuato (*)                                                | 2                                                           | Irapuato                                                    | 2                                                           | 0 | 2 | 2                                                    | 1                                                    | 3                                                    |                                                      |                                                      |  |   |                                                     |                                                     |                                                     |                                                     |                                                     |  |
|  | 2                                                           | Irapuato (*)                                                |                                                             |                                                             |                                                             |   |   |                                                      |                                                      | 3                                                    |                                                      |                                                      |  |   |                                                     |                                                     |                                                     |                                                     |                                                     |  |
|  | 7                                                           | Durango                                                     | 2                                                           | 1                                                           | 3                                                           |   |   |                                                      |                                                      |                                                      |                                                      |                                                      |  |   |                                                     |                                                     |                                                     |                                                     |                                                     |  |
|  | 7                                                           | Durango                                                     | 2                                                           | 1                                                           | 3                                                           |   | 2 | Irapuato (*)                                         | 1                                                    | 1                                                    | 2                                                    |                                                      |  |   |                                                     |                                                     |                                                     |                                                     |                                                     |  |
|  |                                                             |                                                             |                                                             |                                                             |                                                             |   | 2 | Irapuato (*)                                         | 1                                                    | 1                                                    | 2                                                    |                                                      |  |   |                                                     |                                                     |                                                     |                                                     |                                                     |  |
|  |                                                             |                                                             | 4                                                           | Cimarrones de Sonora                                        | 1                                                           | 1 | 2 |                                                      |                                                      |                                                      |                                                      |                                                      |  |   |                                                     |                                                     |                                                     |                                                     |                                                     |  |
|  | 4                                                           | Cimarrones de Sonora                                        | 4                                                           | Cimarrones de Sonora                                        | 1                                                           | 1 | 2 | 0                                                    | 5                                                    | 5                                                    |                                                      |                                                      |  |   |                                                     |                                                     |                                                     |                                                     |                                                     |  |
|  | 4                                                           | Cimarrones de Sonora                                        |                                                             |                                                             |                                                             |   |   |                                                      |                                                      | 5                                                    |                                                      |                                                      |  |   |                                                     |                                                     |                                                     |                                                     |                                                     |  |
|  | 5                                                           | Racing de Veracruz                                          | 3                                                           | 1                                                           | 4                                                           |   |   |                                                      |                                                      |                                                      |                                                      |                                                      |  |   |                                                     |                                                     |                                                     |                                                     |                                                     |  |
|  | 5                                                           | Racing de Veracruz                                          | 3                                                           | 1                                                           | 4                                                           |   |   |                                                      |                                                      |                                                      |                                                      |                                                      |  |   |                                                     |                                                     |                                                     |                                                     |                                                     |  |
|  |                                                             |                                                             |                                                             |                                                             |                                                             |   |   |                                                      |                                                      |                                                      |                                                      |                                                      |  |   |                                                     |                                                     |                                                     |                                                     |                                                     |  |

(*) El equipo avanzó de ronda por su mejor posición en la tabla general

#### Cuartos de final
| 20 de abril de 2025 | Deportiva Venados | 1:1 (1:0) | Aguacateros de Peribán | Estadio Alonso Diego Molina, Tamanché, Yucatán                 |                                                                |
| 10:30 (UTC -6)      | J. Rodríguez 31'  | Reporte   | O. Arredondo 90+4'     | Asistencia: 500 espectadores Árbitro(s): Yoel Guzmán Hernández | Asistencia: 500 espectadores Árbitro(s): Yoel Guzmán Hernández |

| 26 de abril de 2025                         | Aguacateros de Peribán                | 4:1 (1:0) (Global 5:2) | Deportiva Venados | Estadio Municipal, Peribán, Michoacán                       |                                                             |
| 16:00 (UTC -6)                              | J. Cerda 8' · D. García 55', 79', 85' | Reporte                | S. Micolta 90+5'  | Asistencia: 700 espectadores Árbitro(s): Yair Ugalde Rivera | Asistencia: 700 espectadores Árbitro(s): Yair Ugalde Rivera |
| Aguacateros de Peribán avanzó a Semifinales |                                       |                        |                   |                                                             |                                                             |

| 19 de abril de 2025 | Racing de Veracruz                     | 3:0 (2:0) | Cimarrones de Sonora | Unidad Deportiva Hugo Sánchez, Boca del Río, Veracruz               |                                                                     |
| 19:00 (UTC -6)      | A. Hernández 10', 21' · G. Sánchez 63' | Reporte   |                      | Asistencia: 3 500 espectadores Árbitro(s): Maximiliano Arias Guzmán | Asistencia: 3 500 espectadores Árbitro(s): Maximiliano Arias Guzmán |

| 26 de abril de 2025                       | Cimarrones de Sonora                                          | 5:1 (2:0) (Global 5:4) | Racing de Veracruz | Estadio Héroe de Nacozari, Hermosillo, Sonora                           |                                                                         |
| 19:00 (UTC -7)                            | J. Payares 13' · J. Talavera 22' · E. Solórzano 73', 78', 88' | Reporte                | G. Sánchez 90+2'   | Asistencia: 350 espectadores Árbitro(s): Iván Alberto Salazar Hernández | Asistencia: 350 espectadores Árbitro(s): Iván Alberto Salazar Hernández |
| Cimarrones de Sonora avanzó a Semifinales |                                                               |                        |                    |                                                                         |                                                                         |

| 19 de abril de 2025 | Durango              | 2:2 (0:2) | Irapuato                       | Estadio Francisco Zarco, Durango, Durango                                |                                                                          |
| 19:00 (UTC -6)      | C. Hinojosa 49', 59' | Reporte   | J. Pucheta 13' · J. Rangel 26' | Asistencia: 3 500 espectadores Árbitro(s): Edwin Eduardo Morfín Verduzco | Asistencia: 3 500 espectadores Árbitro(s): Edwin Eduardo Morfín Verduzco |

| 26 de abril de 2025                                                     | Irapuato      | 1:1 (1:0) (Global 3:3) | Durango      | Estadio Sergio León Chávez, Irapuato, Guanajuato                       |                                                                        |
| 19:00 (UTC -6)                                                          | J. Rangel 43' | Reporte                | J. Parra 73' | Asistencia: 15 000 espectadores Árbitro(s): Brian Jair Jiménez Morales | Asistencia: 15 000 espectadores Árbitro(s): Brian Jair Jiménez Morales |
| Irapuato avanzó a semifinales por su mejor posición en la tabla general |               |                        |              |                                                                        |                                                                        |

| 20 de abril de 2025 | Real Apodaca              | 2:0 (0:0) | Halcones F.C. | U.D. Centenario del Ejército Mexicano, Apodaca, Nuevo León      |                                                                 |
| 16:00 (UTC -6)      | J. Leal 75' · V. Reis 77' | Reporte   |               | Asistencia: 300 espectadores Árbitro(s): Ignacio Góngora García | Asistencia: 300 espectadores Árbitro(s): Ignacio Góngora García |

| 26 de abril de 2025               | Halcones F.C.                 | 2:1 (1:1) (Global 2:3) | Real Apodaca   | Estadio Corregidora, Querétaro, Querétaro                                 |                                                                           |
| 16:00 (UTC -6)                    | R. Salas 17' · A. Frausto 84' | Reporte                | L. Camacho 24' | Asistencia: 368 espectadores Árbitro(s): Fernando Alexis Portillo Botello | Asistencia: 368 espectadores Árbitro(s): Fernando Alexis Portillo Botello |
| Real Apodaca avanzó a Semifinales |                               |                        |                |                                                                           |                                                                           |

#### Semifinales
| 30 de abril de 2025 | Real Apodaca   | 1:0 (0:0) | Aguacateros de Peribán | Estadio Olímpico Francisco I. Madero, Saltillo, Coahuila       |                                                                |
| 16:00 (UTC -6)      | S. Ramírez 81' | Reporte   |                        | Asistencia: 150 espectadores Árbitro(s): Yoel Guzmán Hernández | Asistencia: 150 espectadores Árbitro(s): Yoel Guzmán Hernández |

| 3 de mayo de 2025                        | Aguacateros de Peribán        | 2:0 (1:0) (Global 2:1) | Real Apodaca | Estadio Municipal, Peribán, Michoacán                               |                                                                     |
| 16:00 (UTC -6)                           | J. Cerda 42' · D. Barajas 49' | Reporte                |              | Asistencia: 833 espectadores Árbitro(s): Brian Jair Jiménez Morales | Asistencia: 833 espectadores Árbitro(s): Brian Jair Jiménez Morales |
| Aguacateros de Peribán avanzó a la Final |                               |                        |              |                                                                     |                                                                     |

| 30 de abril de 2025 | Cimarrones de Sonora | 1:1 (1:1) | Irapuato       | Estadio Héroe de Nacozari, Hermosillo, Sonora                   |                                                                 |
| 19:00 (UTC -7)      | J. Talavera 19'      | Reporte   | J. Pucheta 44' | Asistencia: 350 espectadores Árbitro(s): Ignacio Góngora García | Asistencia: 350 espectadores Árbitro(s): Ignacio Góngora García |

| 3 de mayo de 2025                                                    | Irapuato    | 1:1 (0:0) (Global 2:2) | Cimarrones de Sonora | Estadio Sergio León Chávez, Irapuato, Guanajuato                             |                                                                              |
| 19:00 (UTC -6)                                                       | J. Ruiz 63' | Reporte                | E. Ascencio 69'      | Asistencia: 12 000 espectadores Árbitro(s): Fernando Alexis Portillo Botello | Asistencia: 12 000 espectadores Árbitro(s): Fernando Alexis Portillo Botello |
| Irapuato avanzó a la Final por su mejor posición en la tabla general |             |                        |                      |                                                                              |                                                                              |

#### Final
| 7 de mayo de 2025 | Irapuato              | 2:0 (1:0) | Aguacateros de Peribán | Estadio Sergio León Chávez, Irapuato, Guanajuato                          |                                                                           |
| 19:00 (UTC -6)    | I. Hernández 44', 83' | Reporte   |                        | Asistencia: 23 000 espectadores Árbitro(s): Edwin Eduardo Morfín Verduzco | Asistencia: 23 000 espectadores Árbitro(s): Edwin Eduardo Morfín Verduzco |

| 10 de mayo de 2025                        | Aguacateros de Peribán | 0:0 (Global 0:2) | Irapuato | Estadio Ignacio López Rayón, Zitácuaro, Michoacán                         |                                                                           |
| 16:00 (UTC -6)                            |                        | Reporte          |          | Asistencia: 1 000 espectadores Árbitro(s): Iván Alberto Salazar Hernández | Asistencia: 1 000 espectadores Árbitro(s): Iván Alberto Salazar Hernández |
| Irapuato campeón del Torneo Clausura 2025 |                        |                  |          |                                                                           |                                                                           |

##### Final - Ida
| 1     | Guardameta     | Gerardo Magaña     |     |
| 2     | Defensa        | Jorge Gaytán       | 72' |
| 14    | Defensa        | Luis Galicia       |     |
| 20    | Defensa        | Manlio Rivera      | 56' |
| 18    | Centrocampista | Jair Díaz          | 72' |
| 19    | Centrocampista | César Santana      | 86' |
| 22    | Centrocampista | Diego Magaña       |     |
| 35    | Centrocampista | Jassiel Ruiz       |     |
| 36    | Centrocampista | Alan Pérez         |     |
| 15    | Delantero      | Juan Román Pucheta |     |
| 32    | Delantero      | Iván Hernández     | 86' |
| D. T. | D. T.          | Víctor Medina      |     |

| 1     | Guardameta     | Jaime Patiño     |     |
| 3     | Defensa        | Antonio Martínez |     |
| 4     | Defensa        | Jair Cerda       |     |
| 5     | Defensa        | Daniel Barajas   |     |
| 19    | Defensa        | Oscar Arredondo  |     |
| 6     | Centrocampista | Héctor González  |     |
| 8     | Centrocampista | Alejandro Zamora |     |
| 10    | Centrocampista | Joel Gómez       | 76' |
| 11    | Centrocampista | Jocsan Landa     |     |
| 18    | Centrocampista | Fernando Vázquez |     |
| 9     | Delantero      | David García     |     |
| D. T. | D. T.          | Marco Angulo     |     |

| 5  | Defensa        | Víctor Reyes    | 56' |
| 23 | Defensa        | Edgar Hernández | 72' |
| 33 | Centrocampista | Isaác Muñiz     | 72' |
| 26 | Defensa        | Rafael Ortiz    | 86' |
| 38 | Centrocampista | Gustavo Góngora | 86' |

| 7 | Centrocampista | Jovanni Huerta | 76' |

| 44' · 83' | Iván Hernández | 1:0 2:0 |

| 15' · 35' · 90' · 90' | Luis Galicia Iván Hernández Edgar Hernández Alan Pérez |

| 42' | Jocsan Landa |

| Principal  | Edwin Eduardo Morfín Verduzco |
| Asistentes | Manuel Iván Soto Dávila       |
|            | Carlos Alberto Rojas González |
| Cuarto     | Brian Jair Jiménez Morales    |

| 1     | Guardameta     | Gerardo Magaña     |     |
| 2     | Defensa        | Jorge Gaytán       | 72' |
| 14    | Defensa        | Luis Galicia       |     |
| 20    | Defensa        | Manlio Rivera      | 56' |
| 18    | Centrocampista | Jair Díaz          | 72' |
| 19    | Centrocampista | César Santana      | 86' |
| 22    | Centrocampista | Diego Magaña       |     |
| 35    | Centrocampista | Jassiel Ruiz       |     |
| 36    | Centrocampista | Alan Pérez         |     |
| 15    | Delantero      | Juan Román Pucheta |     |
| 32    | Delantero      | Iván Hernández     | 86' |
| D. T. | D. T.          | Víctor Medina      |     |

| 1     | Guardameta     | Jaime Patiño     |     |
| 3     | Defensa        | Antonio Martínez |     |
| 4     | Defensa        | Jair Cerda       |     |
| 5     | Defensa        | Daniel Barajas   |     |
| 19    | Defensa        | Oscar Arredondo  |     |
| 6     | Centrocampista | Héctor González  |     |
| 8     | Centrocampista | Alejandro Zamora |     |
| 10    | Centrocampista | Joel Gómez       | 76' |
| 11    | Centrocampista | Jocsan Landa     |     |
| 18    | Centrocampista | Fernando Vázquez |     |
| 9     | Delantero      | David García     |     |
| D. T. | D. T.          | Marco Angulo     |     |

| 5  | Defensa        | Víctor Reyes    | 56' |
| 23 | Defensa        | Edgar Hernández | 72' |
| 33 | Centrocampista | Isaác Muñiz     | 72' |
| 26 | Defensa        | Rafael Ortiz    | 86' |
| 38 | Centrocampista | Gustavo Góngora | 86' |

| 7 | Centrocampista | Jovanni Huerta | 76' |

| 44' · 83' | Iván Hernández | 1:0 2:0 |

| 15' · 35' · 90' · 90' | Luis Galicia Iván Hernández Edgar Hernández Alan Pérez |

| 42' | Jocsan Landa |

| Principal  | Edwin Eduardo Morfín Verduzco |
| Asistentes | Manuel Iván Soto Dávila       |
|            | Carlos Alberto Rojas González |
| Cuarto     | Brian Jair Jiménez Morales    |

| 1     | Guardameta     | Gerardo Magaña     |     |
| 2     | Defensa        | Jorge Gaytán       | 72' |
| 14    | Defensa        | Luis Galicia       |     |
| 20    | Defensa        | Manlio Rivera      | 56' |
| 18    | Centrocampista | Jair Díaz          | 72' |
| 19    | Centrocampista | César Santana      | 86' |
| 22    | Centrocampista | Diego Magaña       |     |
| 35    | Centrocampista | Jassiel Ruiz       |     |
| 36    | Centrocampista | Alan Pérez         |     |
| 15    | Delantero      | Juan Román Pucheta |     |
| 32    | Delantero      | Iván Hernández     | 86' |
| D. T. | D. T.          | Víctor Medina      |     |

| 1     | Guardameta     | Jaime Patiño     |     |
| 3     | Defensa        | Antonio Martínez |     |
| 4     | Defensa        | Jair Cerda       |     |
| 5     | Defensa        | Daniel Barajas   |     |
| 19    | Defensa        | Oscar Arredondo  |     |
| 6     | Centrocampista | Héctor González  |     |
| 8     | Centrocampista | Alejandro Zamora |     |
| 10    | Centrocampista | Joel Gómez       | 76' |
| 11    | Centrocampista | Jocsan Landa     |     |
| 18    | Centrocampista | Fernando Vázquez |     |
| 9     | Delantero      | David García     |     |
| D. T. | D. T.          | Marco Angulo     |     |

| 5  | Defensa        | Víctor Reyes    | 56' |
| 23 | Defensa        | Edgar Hernández | 72' |
| 33 | Centrocampista | Isaác Muñiz     | 72' |
| 26 | Defensa        | Rafael Ortiz    | 86' |
| 38 | Centrocampista | Gustavo Góngora | 86' |

| 7 | Centrocampista | Jovanni Huerta | 76' |

| 44' · 83' | Iván Hernández | 1:0 2:0 |

| 15' · 35' · 90' · 90' | Luis Galicia Iván Hernández Edgar Hernández Alan Pérez |

| 42' | Jocsan Landa |

| Principal  | Edwin Eduardo Morfín Verduzco |
| Asistentes | Manuel Iván Soto Dávila       |
|            | Carlos Alberto Rojas González |
| Cuarto     | Brian Jair Jiménez Morales    |

| 1     | Guardameta     | Gerardo Magaña     |     |
| 2     | Defensa        | Jorge Gaytán       | 72' |
| 14    | Defensa        | Luis Galicia       |     |
| 20    | Defensa        | Manlio Rivera      | 56' |
| 18    | Centrocampista | Jair Díaz          | 72' |
| 19    | Centrocampista | César Santana      | 86' |
| 22    | Centrocampista | Diego Magaña       |     |
| 35    | Centrocampista | Jassiel Ruiz       |     |
| 36    | Centrocampista | Alan Pérez         |     |
| 15    | Delantero      | Juan Román Pucheta |     |
| 32    | Delantero      | Iván Hernández     | 86' |
| D. T. | D. T.          | Víctor Medina      |     |

| 1     | Guardameta     | Jaime Patiño     |     |
| 3     | Defensa        | Antonio Martínez |     |
| 4     | Defensa        | Jair Cerda       |     |
| 5     | Defensa        | Daniel Barajas   |     |
| 19    | Defensa        | Oscar Arredondo  |     |
| 6     | Centrocampista | Héctor González  |     |
| 8     | Centrocampista | Alejandro Zamora |     |
| 10    | Centrocampista | Joel Gómez       | 76' |
| 11    | Centrocampista | Jocsan Landa     |     |
| 18    | Centrocampista | Fernando Vázquez |     |
| 9     | Delantero      | David García     |     |
| D. T. | D. T.          | Marco Angulo     |     |

| 5  | Defensa        | Víctor Reyes    | 56' |
| 23 | Defensa        | Edgar Hernández | 72' |
| 33 | Centrocampista | Isaác Muñiz     | 72' |
| 26 | Defensa        | Rafael Ortiz    | 86' |
| 38 | Centrocampista | Gustavo Góngora | 86' |

| 7 | Centrocampista | Jovanni Huerta | 76' |

| 44' · 83' | Iván Hernández | 1:0 2:0 |

| 15' · 35' · 90' · 90' | Luis Galicia Iván Hernández Edgar Hernández Alan Pérez |

| 42' | Jocsan Landa |

| Principal  | Edwin Eduardo Morfín Verduzco |
| Asistentes | Manuel Iván Soto Dávila       |
|            | Carlos Alberto Rojas González |
| Cuarto     | Brian Jair Jiménez Morales    |

##### Final - Vuelta
| 1     | Guardameta     | Jaime Patiño     |     |
| 3     | Defensa        | Antonio Martínez |     |
| 4     | Defensa        | Jair Cerda       |     |
| 5     | Defensa        | Daniel Barajas   | 81' |
| 19    | Defensa        | Oscar Arredondo  | 81' |
| 6     | Centrocampista | Héctor González  |     |
| 8     | Centrocampista | Alejandro Zamora |     |
| 10    | Centrocampista | Joel Gómez       |     |
| 11    | Centrocampista | Jocsan Landa     | 69' |
| 18    | Centrocampista | Fernando Vázquez | 59' |
| 9     | Delantero      | David García     |     |
| D. T. | D. T.          | Marco Angulo     |     |

| 1     | Guardameta     | Gerardo Magaña     |     |
| 2     | Defensa        | Jorge Gaytán       |     |
| 14    | Defensa        | Luis Galicia       |     |
| 20    | Defensa        | Manlio Rivera      |     |
| 18    | Centrocampista | Jair Díaz          | 45' |
| 19    | Centrocampista | César Santana      | 81' |
| 22    | Centrocampista | Diego Magaña       |     |
| 35    | Centrocampista | Jassiel Ruiz       |     |
| 36    | Centrocampista | Alan Pérez         |     |
| 15    | Delantero      | Juan Román Pucheta | 81' |
| 32    | Delantero      | Iván Hernández     | 81' |
| D. T. | D. T.          | Víctor Medina      |     |

| 7  | Centrocampista | Jovanni Huerta   | 59' |
| 27 | Centrocampista | Cristóbal Méndez | 69' |
| 20 | Centrocampista | Prince Rodríguez | 81' |
| 17 | Centrocampista | Fermín Pérez     | 81' |

| 6  | Centrocampista | Juan Pablo Rangel 51' | 45' |
| 10 | Centrocampista | Edwin Cerna           | 51' |
| 5  | Defensa        | Víctor Reyes          | 81' |
| 38 | Centrocampista | Gustavo Góngora       | 81' |
| 17 | Centrocampista | Ignacio Morales       | 81' |

| 88' · 90' | Héctor González Cristóbal Méndez |

| 58' · 78' · 90' | Diego Magaña Jassiel Ruiz Alan Pérez |

| 84' | José Díaz (AT) |

| Principal  | Iván Alberto Salazar Hernández   |
| Asistentes | Alejandro Rodríguez Lares        |
|            | Eduardo Aldahir Barriga Castro   |
| Cuarto     | Fernando Alexis Portillo Botello |

| 1     | Guardameta     | Jaime Patiño     |     |
| 3     | Defensa        | Antonio Martínez |     |
| 4     | Defensa        | Jair Cerda       |     |
| 5     | Defensa        | Daniel Barajas   | 81' |
| 19    | Defensa        | Oscar Arredondo  | 81' |
| 6     | Centrocampista | Héctor González  |     |
| 8     | Centrocampista | Alejandro Zamora |     |
| 10    | Centrocampista | Joel Gómez       |     |
| 11    | Centrocampista | Jocsan Landa     | 69' |
| 18    | Centrocampista | Fernando Vázquez | 59' |
| 9     | Delantero      | David García     |     |
| D. T. | D. T.          | Marco Angulo     |     |

| 1     | Guardameta     | Gerardo Magaña     |     |
| 2     | Defensa        | Jorge Gaytán       |     |
| 14    | Defensa        | Luis Galicia       |     |
| 20    | Defensa        | Manlio Rivera      |     |
| 18    | Centrocampista | Jair Díaz          | 45' |
| 19    | Centrocampista | César Santana      | 81' |
| 22    | Centrocampista | Diego Magaña       |     |
| 35    | Centrocampista | Jassiel Ruiz       |     |
| 36    | Centrocampista | Alan Pérez         |     |
| 15    | Delantero      | Juan Román Pucheta | 81' |
| 32    | Delantero      | Iván Hernández     | 81' |
| D. T. | D. T.          | Víctor Medina      |     |

| 7  | Centrocampista | Jovanni Huerta   | 59' |
| 27 | Centrocampista | Cristóbal Méndez | 69' |
| 20 | Centrocampista | Prince Rodríguez | 81' |
| 17 | Centrocampista | Fermín Pérez     | 81' |

| 6  | Centrocampista | Juan Pablo Rangel 51' | 45' |
| 10 | Centrocampista | Edwin Cerna           | 51' |
| 5  | Defensa        | Víctor Reyes          | 81' |
| 38 | Centrocampista | Gustavo Góngora       | 81' |
| 17 | Centrocampista | Ignacio Morales       | 81' |

| 88' · 90' | Héctor González Cristóbal Méndez |

| 58' · 78' · 90' | Diego Magaña Jassiel Ruiz Alan Pérez |

| 84' | José Díaz (AT) |

| Principal  | Iván Alberto Salazar Hernández   |
| Asistentes | Alejandro Rodríguez Lares        |
|            | Eduardo Aldahir Barriga Castro   |
| Cuarto     | Fernando Alexis Portillo Botello |

| 1     | Guardameta     | Jaime Patiño     |     |
| 3     | Defensa        | Antonio Martínez |     |
| 4     | Defensa        | Jair Cerda       |     |
| 5     | Defensa        | Daniel Barajas   | 81' |
| 19    | Defensa        | Oscar Arredondo  | 81' |
| 6     | Centrocampista | Héctor González  |     |
| 8     | Centrocampista | Alejandro Zamora |     |
| 10    | Centrocampista | Joel Gómez       |     |
| 11    | Centrocampista | Jocsan Landa     | 69' |
| 18    | Centrocampista | Fernando Vázquez | 59' |
| 9     | Delantero      | David García     |     |
| D. T. | D. T.          | Marco Angulo     |     |

| 1     | Guardameta     | Gerardo Magaña     |     |
| 2     | Defensa        | Jorge Gaytán       |     |
| 14    | Defensa        | Luis Galicia       |     |
| 20    | Defensa        | Manlio Rivera      |     |
| 18    | Centrocampista | Jair Díaz          | 45' |
| 19    | Centrocampista | César Santana      | 81' |
| 22    | Centrocampista | Diego Magaña       |     |
| 35    | Centrocampista | Jassiel Ruiz       |     |
| 36    | Centrocampista | Alan Pérez         |     |
| 15    | Delantero      | Juan Román Pucheta | 81' |
| 32    | Delantero      | Iván Hernández     | 81' |
| D. T. | D. T.          | Víctor Medina      |     |

| 7  | Centrocampista | Jovanni Huerta   | 59' |
| 27 | Centrocampista | Cristóbal Méndez | 69' |
| 20 | Centrocampista | Prince Rodríguez | 81' |
| 17 | Centrocampista | Fermín Pérez     | 81' |

| 6  | Centrocampista | Juan Pablo Rangel 51' | 45' |
| 10 | Centrocampista | Edwin Cerna           | 51' |
| 5  | Defensa        | Víctor Reyes          | 81' |
| 38 | Centrocampista | Gustavo Góngora       | 81' |
| 17 | Centrocampista | Ignacio Morales       | 81' |

| 88' · 90' | Héctor González Cristóbal Méndez |

| 58' · 78' · 90' | Diego Magaña Jassiel Ruiz Alan Pérez |

| 84' | José Díaz (AT) |

| Principal  | Iván Alberto Salazar Hernández   |
| Asistentes | Alejandro Rodríguez Lares        |
|            | Eduardo Aldahir Barriga Castro   |
| Cuarto     | Fernando Alexis Portillo Botello |

| 1     | Guardameta     | Jaime Patiño     |     |
| 3     | Defensa        | Antonio Martínez |     |
| 4     | Defensa        | Jair Cerda       |     |
| 5     | Defensa        | Daniel Barajas   | 81' |
| 19    | Defensa        | Oscar Arredondo  | 81' |
| 6     | Centrocampista | Héctor González  |     |
| 8     | Centrocampista | Alejandro Zamora |     |
| 10    | Centrocampista | Joel Gómez       |     |
| 11    | Centrocampista | Jocsan Landa     | 69' |
| 18    | Centrocampista | Fernando Vázquez | 59' |
| 9     | Delantero      | David García     |     |
| D. T. | D. T.          | Marco Angulo     |     |

| 1     | Guardameta     | Gerardo Magaña     |     |
| 2     | Defensa        | Jorge Gaytán       |     |
| 14    | Defensa        | Luis Galicia       |     |
| 20    | Defensa        | Manlio Rivera      |     |
| 18    | Centrocampista | Jair Díaz          | 45' |
| 19    | Centrocampista | César Santana      | 81' |
| 22    | Centrocampista | Diego Magaña       |     |
| 35    | Centrocampista | Jassiel Ruiz       |     |
| 36    | Centrocampista | Alan Pérez         |     |
| 15    | Delantero      | Juan Román Pucheta | 81' |
| 32    | Delantero      | Iván Hernández     | 81' |
| D. T. | D. T.          | Víctor Medina      |     |

| 7  | Centrocampista | Jovanni Huerta   | 59' |
| 27 | Centrocampista | Cristóbal Méndez | 69' |
| 20 | Centrocampista | Prince Rodríguez | 81' |
| 17 | Centrocampista | Fermín Pérez     | 81' |

| 6  | Centrocampista | Juan Pablo Rangel 51' | 45' |
| 10 | Centrocampista | Edwin Cerna           | 51' |
| 5  | Defensa        | Víctor Reyes          | 81' |
| 38 | Centrocampista | Gustavo Góngora       | 81' |
| 17 | Centrocampista | Ignacio Morales       | 81' |

| 88' · 90' | Héctor González Cristóbal Méndez |

| 58' · 78' · 90' | Diego Magaña Jassiel Ruiz Alan Pérez |

| 84' | José Díaz (AT) |

| Principal  | Iván Alberto Salazar Hernández   |
| Asistentes | Alejandro Rodríguez Lares        |
|            | Eduardo Aldahir Barriga Castro   |
| Cuarto     | Fernando Alexis Portillo Botello |

| Campeón Clausura 2025 |
| --------------------- |
|                       |
| Irapuato              |
| 4° Título             |

### Liguilla de filiales
|  | Semifinales                                                      | Semifinales                                                      | Semifinales                                                      | Semifinales                                                      |   |   | Final                                              | Final                                              | Final                                              | Final                                              |  |
|  | 18 y 19 de abril de 2025 (ida) 26 y 27 de abril de 2025 (vuelta) | 18 y 19 de abril de 2025 (ida) 26 y 27 de abril de 2025 (vuelta) | 18 y 19 de abril de 2025 (ida) 26 y 27 de abril de 2025 (vuelta) | 18 y 19 de abril de 2025 (ida) 26 y 27 de abril de 2025 (vuelta) |   |   | 1 de mayo de 2025 (ida) 4 de mayo de 2025 (vuelta) | 1 de mayo de 2025 (ida) 4 de mayo de 2025 (vuelta) | 1 de mayo de 2025 (ida) 4 de mayo de 2025 (vuelta) | 1 de mayo de 2025 (ida) 4 de mayo de 2025 (vuelta) |  |
|  |                                                                  |                                                                  |                                                                  |                                                                  |   |   |                                                    |                                                    |                                                    |                                                    |  |
|  |                                                                  |                                                                  |                                                                  |                                                                  |   |   |                                                    |                                                    |                                                    |                                                    |  |
|  | 1                                                                | Leones Negros "B"                                                | 5                                                                | 1                                                                |   |   |                                                    |                                                    |                                                    |                                                    |  |
|  | 1                                                                | Leones Negros "B"                                                | 5                                                                | 1                                                                |   |   |                                                    |                                                    |                                                    |                                                    |  |
|  | 4                                                                | Mineros de Fresnillo                                             | 1                                                                | 2                                                                |   |   |                                                    |                                                    |                                                    |                                                    |  |
|  | 4                                                                | Mineros de Fresnillo                                             | 1                                                                | 2                                                                |   | 1 | Leones Negros "B"                                  | 0                                                  | 1                                                  |                                                    |  |
|  |                                                                  |                                                                  |                                                                  |                                                                  |   | 1 | Leones Negros "B"                                  | 0                                                  | 1                                                  |                                                    |  |
|  |                                                                  |                                                                  | 3                                                                | UAT                                                              | 2 | 0 |                                                    |                                                    |                                                    |                                                    |  |
|  | 2                                                                | Lobos ULMX                                                       | 3                                                                | UAT                                                              | 2 | 0 | 0                                                  | 1                                                  |                                                    |                                                    |  |
|  | 2                                                                | Lobos ULMX                                                       |                                                                  |                                                                  |   |   | 0                                                  | 1                                                  |                                                    |                                                    |  |
|  | 3                                                                | UAT                                                              | 0                                                                | 2                                                                |   |   |                                                    |                                                    |                                                    |                                                    |  |
|  | 3                                                                | UAT                                                              | 0                                                                | 2                                                                |   |   |                                                    |                                                    |                                                    |                                                    |  |
|  |                                                                  |                                                                  |                                                                  |                                                                  |   |   |                                                    |                                                    |                                                    |                                                    |  |

#### Semifinales
| 19 de abril de 2025 | Mineros de Fresnillo | 1:5 (1:2) | Leones Negros "B"                                                        | Unidad Deportiva Minera Fresnillo, Fresnillo, Zacatecas                |                                                                        |
| 11:00 (UTC -6)      | H. Mata 45'          | Reporte   | A. Hernández 1', 24' · G. Herrera 52' · E. Navarro 76' · K. Valdivia 81' | Asistencia: 100 espectadores Árbitro(s): Marco Claudio Rodríguez Deras | Asistencia: 100 espectadores Árbitro(s): Marco Claudio Rodríguez Deras |

| 26 de abril de 2025                             | Leones Negros "B" | 1:2 (1:0) (Global 6:3) | Mineros de Fresnillo               | Club Deportivo La Primavera U. de G., Zapopan, Jalisco               |                                                                      |
| 11:00 (UTC -6)                                  | K. Madrigal 32'   | Reporte                | C. Martínez 64' · G. Rodríguez 67' | Asistencia: 100 espectadores Árbitro(s): Mauricio Rodríguez Martínez | Asistencia: 100 espectadores Árbitro(s): Mauricio Rodríguez Martínez |
| Leones Negros "B" avanzó a la final de filiales |                   |                        |                                    |                                                                      |                                                                      |

| 18 de abril de 2025 | UAT | 0:0     | Lobos ULMX | Estadio Prof. Eugenio Alvizo Porras, Ciudad Victoria, Tamaulipas    |                                                                     |
| 10:00 (UTC -6)      |     | Reporte |            | Asistencia: 200 espectadores Árbitro(s): Carlos Zohet Martínez Vega | Asistencia: 200 espectadores Árbitro(s): Carlos Zohet Martínez Vega |

| 27 de abril de 2025   | Lobos ULMX   | 1:2 (0:1) (Global 1:2) | UAT                          | Estadio Miguel Alemán Valdés, Celaya, Guanajuato                    |                                                                     |
| 19:00 (UTC -6)        | S. Jasso 79' | Reporte                | D. Barrón 23' · M. López 49' | Asistencia: 1 100 espectadores Árbitro(s): Oscar Yair Toledo Pineda | Asistencia: 1 100 espectadores Árbitro(s): Oscar Yair Toledo Pineda |
| UAT avanzó a la final |              |                        |                              |                                                                     |                                                                     |

#### Final
| 1 de mayo de 2025 | UAT                 | 2:0 (1:0) | Leones Negros "B" | Estadio Prof. Eugenio Alvizo Porras, Ciudad Victoria, Tamaulipas         |                                                                          |
| 10:00 (UTC -6)    | S. Treviño 36', 69' | Reporte   |                   | Asistencia: 1 500 espectadores Árbitro(s): Marco Claudio Rodríguez Deras | Asistencia: 1 500 espectadores Árbitro(s): Marco Claudio Rodríguez Deras |

| 4 de mayo de 2025                                | Leones Negros "B" | 1:0 (1:0) (Global 1:2) | UAT | Club Deportivo La Primavera U. de G., Zapopan, Jalisco            |                                                                   |
| 15:00 (UTC -6)                                   | J. Sepúlveda 36'  | Reporte                |     | Asistencia: 500 espectadores Árbitro(s): Oscar Yair Toledo Pineda | Asistencia: 500 espectadores Árbitro(s): Oscar Yair Toledo Pineda |
| UAT campeón de filiales del Torneo Clausura 2025 |                   |                        |     |                                                                   |                                                                   |

##### Final - Ida
| 84    | Guardameta     | Miguel Martínez   |     |
| 28    | Defensa        | Marco López       |     |
| 91    | Defensa        | Mario Sarmiento   |     |
| 102   | Defensa        | Leonardo Dávila   |     |
| 106   | Defensa        | Servando Aguilar  |     |
| 19    | Centrocampista | Sergio Treviño    | 80' |
| 30    | Centrocampista | Alexis Villarreal |     |
| 93    | Centrocampista | Luis Hernández    | 85' |
| 109   | Centrocampista | Alexis Macías     | 52' |
| 34    | Delantero      | Heber Velázquez   | 80' |
| 85    | Delantero      | Gianni Rubli      | 52' |
| D. T. | D. T.          | Jorge Dimas       |     |

| 87    | Guardameta     | Martín Zúñiga    |     |
| 82    | Defensa        | Ulíses Meza      |     |
| 94    | Defensa        | Bruno Mendoza    | 83' |
| 98    | Defensa        | Andrés Becerra   | 78' |
| 153   | Defensa        | Miguel Nuño      |     |
| 81    | Centrocampista | Kevin Madrigal   |     |
| 86    | Centrocampista | Giovanny Herrera |     |
| 104   | Centrocampista | Daniel Torres    | 78' |
| 106   | Centrocampista | Mauro Valenzuela |     |
| 84    | Delantero      | Tenoch Barba     | 65' |
| 90    | Delantero      | Jeremy Sepúlveda | 65' |
| D. T. | D. T.          | Ricardo Jiménez  |     |

| 104 | Defensa        | Rafael Arce      | 52' |
| 20  | Centrocampista | Joaquín Estopier | 52' |
| 97  | Defensa        | Julio Flores     | 80' |
| 88  | Centrocampista | Alan Aguilar     | 80' |
| 94  | Centrocampista | Emilio López     | 85' |

| 93  | Delantero      | Farid Morales   | 65' |
| 156 | Delantero      | Eddison Navarro | 65' |
| 102 | Centrocampista | Joseph Silva    | 78' |
| 97  | Defensa        | Karol Valdivia  | 78' |
| 139 | Centrocampista | Eder Cruz       | 83' |

| 36' · 69' | Sergio Treviño | 1:0 2:0 |

| 90' | Ulíses Meza |

| Principal  | Marco Claudio Rodríguez Deras |
| Asistentes | Ángel Jiménez Jiménez         |
|            | Hugo Salvador Ayala Ramírez   |
| Cuarto     | Mauricio Rodríguez Martínez   |

| 84    | Guardameta     | Miguel Martínez   |     |
| 28    | Defensa        | Marco López       |     |
| 91    | Defensa        | Mario Sarmiento   |     |
| 102   | Defensa        | Leonardo Dávila   |     |
| 106   | Defensa        | Servando Aguilar  |     |
| 19    | Centrocampista | Sergio Treviño    | 80' |
| 30    | Centrocampista | Alexis Villarreal |     |
| 93    | Centrocampista | Luis Hernández    | 85' |
| 109   | Centrocampista | Alexis Macías     | 52' |
| 34    | Delantero      | Heber Velázquez   | 80' |
| 85    | Delantero      | Gianni Rubli      | 52' |
| D. T. | D. T.          | Jorge Dimas       |     |

| 87    | Guardameta     | Martín Zúñiga    |     |
| 82    | Defensa        | Ulíses Meza      |     |
| 94    | Defensa        | Bruno Mendoza    | 83' |
| 98    | Defensa        | Andrés Becerra   | 78' |
| 153   | Defensa        | Miguel Nuño      |     |
| 81    | Centrocampista | Kevin Madrigal   |     |
| 86    | Centrocampista | Giovanny Herrera |     |
| 104   | Centrocampista | Daniel Torres    | 78' |
| 106   | Centrocampista | Mauro Valenzuela |     |
| 84    | Delantero      | Tenoch Barba     | 65' |
| 90    | Delantero      | Jeremy Sepúlveda | 65' |
| D. T. | D. T.          | Ricardo Jiménez  |     |

| 104 | Defensa        | Rafael Arce      | 52' |
| 20  | Centrocampista | Joaquín Estopier | 52' |
| 97  | Defensa        | Julio Flores     | 80' |
| 88  | Centrocampista | Alan Aguilar     | 80' |
| 94  | Centrocampista | Emilio López     | 85' |

| 93  | Delantero      | Farid Morales   | 65' |
| 156 | Delantero      | Eddison Navarro | 65' |
| 102 | Centrocampista | Joseph Silva    | 78' |
| 97  | Defensa        | Karol Valdivia  | 78' |
| 139 | Centrocampista | Eder Cruz       | 83' |

| 36' · 69' | Sergio Treviño | 1:0 2:0 |

| 90' | Ulíses Meza |

| Principal  | Marco Claudio Rodríguez Deras |
| Asistentes | Ángel Jiménez Jiménez         |
|            | Hugo Salvador Ayala Ramírez   |
| Cuarto     | Mauricio Rodríguez Martínez   |

| 84    | Guardameta     | Miguel Martínez   |     |
| 28    | Defensa        | Marco López       |     |
| 91    | Defensa        | Mario Sarmiento   |     |
| 102   | Defensa        | Leonardo Dávila   |     |
| 106   | Defensa        | Servando Aguilar  |     |
| 19    | Centrocampista | Sergio Treviño    | 80' |
| 30    | Centrocampista | Alexis Villarreal |     |
| 93    | Centrocampista | Luis Hernández    | 85' |
| 109   | Centrocampista | Alexis Macías     | 52' |
| 34    | Delantero      | Heber Velázquez   | 80' |
| 85    | Delantero      | Gianni Rubli      | 52' |
| D. T. | D. T.          | Jorge Dimas       |     |

| 87    | Guardameta     | Martín Zúñiga    |     |
| 82    | Defensa        | Ulíses Meza      |     |
| 94    | Defensa        | Bruno Mendoza    | 83' |
| 98    | Defensa        | Andrés Becerra   | 78' |
| 153   | Defensa        | Miguel Nuño      |     |
| 81    | Centrocampista | Kevin Madrigal   |     |
| 86    | Centrocampista | Giovanny Herrera |     |
| 104   | Centrocampista | Daniel Torres    | 78' |
| 106   | Centrocampista | Mauro Valenzuela |     |
| 84    | Delantero      | Tenoch Barba     | 65' |
| 90    | Delantero      | Jeremy Sepúlveda | 65' |
| D. T. | D. T.          | Ricardo Jiménez  |     |

| 104 | Defensa        | Rafael Arce      | 52' |
| 20  | Centrocampista | Joaquín Estopier | 52' |
| 97  | Defensa        | Julio Flores     | 80' |
| 88  | Centrocampista | Alan Aguilar     | 80' |
| 94  | Centrocampista | Emilio López     | 85' |

| 93  | Delantero      | Farid Morales   | 65' |
| 156 | Delantero      | Eddison Navarro | 65' |
| 102 | Centrocampista | Joseph Silva    | 78' |
| 97  | Defensa        | Karol Valdivia  | 78' |
| 139 | Centrocampista | Eder Cruz       | 83' |

| 36' · 69' | Sergio Treviño | 1:0 2:0 |

| 90' | Ulíses Meza |

| Principal  | Marco Claudio Rodríguez Deras |
| Asistentes | Ángel Jiménez Jiménez         |
|            | Hugo Salvador Ayala Ramírez   |
| Cuarto     | Mauricio Rodríguez Martínez   |

| 84    | Guardameta     | Miguel Martínez   |     |
| 28    | Defensa        | Marco López       |     |
| 91    | Defensa        | Mario Sarmiento   |     |
| 102   | Defensa        | Leonardo Dávila   |     |
| 106   | Defensa        | Servando Aguilar  |     |
| 19    | Centrocampista | Sergio Treviño    | 80' |
| 30    | Centrocampista | Alexis Villarreal |     |
| 93    | Centrocampista | Luis Hernández    | 85' |
| 109   | Centrocampista | Alexis Macías     | 52' |
| 34    | Delantero      | Heber Velázquez   | 80' |
| 85    | Delantero      | Gianni Rubli      | 52' |
| D. T. | D. T.          | Jorge Dimas       |     |

| 87    | Guardameta     | Martín Zúñiga    |     |
| 82    | Defensa        | Ulíses Meza      |     |
| 94    | Defensa        | Bruno Mendoza    | 83' |
| 98    | Defensa        | Andrés Becerra   | 78' |
| 153   | Defensa        | Miguel Nuño      |     |
| 81    | Centrocampista | Kevin Madrigal   |     |
| 86    | Centrocampista | Giovanny Herrera |     |
| 104   | Centrocampista | Daniel Torres    | 78' |
| 106   | Centrocampista | Mauro Valenzuela |     |
| 84    | Delantero      | Tenoch Barba     | 65' |
| 90    | Delantero      | Jeremy Sepúlveda | 65' |
| D. T. | D. T.          | Ricardo Jiménez  |     |

| 104 | Defensa        | Rafael Arce      | 52' |
| 20  | Centrocampista | Joaquín Estopier | 52' |
| 97  | Defensa        | Julio Flores     | 80' |
| 88  | Centrocampista | Alan Aguilar     | 80' |
| 94  | Centrocampista | Emilio López     | 85' |

| 93  | Delantero      | Farid Morales   | 65' |
| 156 | Delantero      | Eddison Navarro | 65' |
| 102 | Centrocampista | Joseph Silva    | 78' |
| 97  | Defensa        | Karol Valdivia  | 78' |
| 139 | Centrocampista | Eder Cruz       | 83' |

| 36' · 69' | Sergio Treviño | 1:0 2:0 |

| 90' | Ulíses Meza |

| Principal  | Marco Claudio Rodríguez Deras |
| Asistentes | Ángel Jiménez Jiménez         |
|            | Hugo Salvador Ayala Ramírez   |
| Cuarto     | Mauricio Rodríguez Martínez   |

##### Final - Vuelta
| 107   | Guardameta     | Sebastián Martín |     |
| 3     | Defensa        | Francisco Rabago |     |
| 82    | Defensa        | Ulíses Meza      |     |
| 98    | Defensa        | Andrés Becerra   | 65' |
| 153   | Defensa        | Miguel Nuño      | 75' |
| 86    | Centrocampista | Giovanny Herrera | 85' |
| 81    | Centrocampista | Kevin Madrigal   |     |
| 106   | Centrocampista | Mauro Valenzuela |     |
| 85    | Delantero      | Arturo Hernández |     |
| 90    | Delantero      | Jeremy Sepúlveda |     |
| 96    | Delantero      | Alberto Chávez   | 75' |
| D. T. | D. T.          | Ricardo Jiménez  |     |

| 84    | Guardameta     | José Martínez     |     |
| 28    | Defensa        | Marco López       |     |
| 91    | Defensa        | Mario Sarmiento   |     |
| 102   | Defensa        | Leonardo Dávila   |     |
| 106   | Defensa        | Servando Aguilar  |     |
| 19    | Centrocampista | Sergio Treviño    | 45' |
| 30    | Centrocampista | Alexis Villarreal |     |
| 93    | Centrocampista | Luis Hernández    |     |
| 109   | Centrocampista | Alexis Macías     | 57' |
| 34    | Delantero      | Heber Velázquez   | 45' |
| 85    | Delantero      | Gianni Rubli      | 90' |
| D. T. | D. T.          | Jorge Dimas       |     |

| 97  | Defensa        | Karol Valdivia | 65' |
| 104 | Centrocampista | Daniel Torres  | 75' |
| 84  | Delantero      | Tenoch Barba   | 75' |
| 93  | Delantero      | Farid Morales  | 85' |

| 20  | Centrocampista | Joaquín Estopier | 45' |
| 104 | Defensa        | Rafael Arce 90'  | 45' |
| 88  | Centrocampista | Alan Aguilar     | 57' |
| 86  | Delantero      | Diego Barrón     | 90' |
| 97  | Defensa        | Julio Flores     | 90' |

| 36' | Jeremy Sepúlveda | 1:0 |

| 79' · 85' | Tenoch Barba Francisco Rabago |

| 51' · 54' · 86' | Marco López Luis Hernández Joaquín Estopier |

| Principal  | Oscar Yair Toledo Pineda        |
| Asistentes | Isaí Jahaziel Romero Olivares   |
|            | Cristian Geovanny Padilla Pique |
| Cuarto     | Carlos Zohet Martínez Vega      |

| 107   | Guardameta     | Sebastián Martín |     |
| 3     | Defensa        | Francisco Rabago |     |
| 82    | Defensa        | Ulíses Meza      |     |
| 98    | Defensa        | Andrés Becerra   | 65' |
| 153   | Defensa        | Miguel Nuño      | 75' |
| 86    | Centrocampista | Giovanny Herrera | 85' |
| 81    | Centrocampista | Kevin Madrigal   |     |
| 106   | Centrocampista | Mauro Valenzuela |     |
| 85    | Delantero      | Arturo Hernández |     |
| 90    | Delantero      | Jeremy Sepúlveda |     |
| 96    | Delantero      | Alberto Chávez   | 75' |
| D. T. | D. T.          | Ricardo Jiménez  |     |

| 84    | Guardameta     | José Martínez     |     |
| 28    | Defensa        | Marco López       |     |
| 91    | Defensa        | Mario Sarmiento   |     |
| 102   | Defensa        | Leonardo Dávila   |     |
| 106   | Defensa        | Servando Aguilar  |     |
| 19    | Centrocampista | Sergio Treviño    | 45' |
| 30    | Centrocampista | Alexis Villarreal |     |
| 93    | Centrocampista | Luis Hernández    |     |
| 109   | Centrocampista | Alexis Macías     | 57' |
| 34    | Delantero      | Heber Velázquez   | 45' |
| 85    | Delantero      | Gianni Rubli      | 90' |
| D. T. | D. T.          | Jorge Dimas       |     |

| 97  | Defensa        | Karol Valdivia | 65' |
| 104 | Centrocampista | Daniel Torres  | 75' |
| 84  | Delantero      | Tenoch Barba   | 75' |
| 93  | Delantero      | Farid Morales  | 85' |

| 20  | Centrocampista | Joaquín Estopier | 45' |
| 104 | Defensa        | Rafael Arce 90'  | 45' |
| 88  | Centrocampista | Alan Aguilar     | 57' |
| 86  | Delantero      | Diego Barrón     | 90' |
| 97  | Defensa        | Julio Flores     | 90' |

| 36' | Jeremy Sepúlveda | 1:0 |

| 79' · 85' | Tenoch Barba Francisco Rabago |

| 51' · 54' · 86' | Marco López Luis Hernández Joaquín Estopier |

| Principal  | Oscar Yair Toledo Pineda        |
| Asistentes | Isaí Jahaziel Romero Olivares   |
|            | Cristian Geovanny Padilla Pique |
| Cuarto     | Carlos Zohet Martínez Vega      |

| 107   | Guardameta     | Sebastián Martín |     |
| 3     | Defensa        | Francisco Rabago |     |
| 82    | Defensa        | Ulíses Meza      |     |
| 98    | Defensa        | Andrés Becerra   | 65' |
| 153   | Defensa        | Miguel Nuño      | 75' |
| 86    | Centrocampista | Giovanny Herrera | 85' |
| 81    | Centrocampista | Kevin Madrigal   |     |
| 106   | Centrocampista | Mauro Valenzuela |     |
| 85    | Delantero      | Arturo Hernández |     |
| 90    | Delantero      | Jeremy Sepúlveda |     |
| 96    | Delantero      | Alberto Chávez   | 75' |
| D. T. | D. T.          | Ricardo Jiménez  |     |

| 84    | Guardameta     | José Martínez     |     |
| 28    | Defensa        | Marco López       |     |
| 91    | Defensa        | Mario Sarmiento   |     |
| 102   | Defensa        | Leonardo Dávila   |     |
| 106   | Defensa        | Servando Aguilar  |     |
| 19    | Centrocampista | Sergio Treviño    | 45' |
| 30    | Centrocampista | Alexis Villarreal |     |
| 93    | Centrocampista | Luis Hernández    |     |
| 109   | Centrocampista | Alexis Macías     | 57' |
| 34    | Delantero      | Heber Velázquez   | 45' |
| 85    | Delantero      | Gianni Rubli      | 90' |
| D. T. | D. T.          | Jorge Dimas       |     |

| 97  | Defensa        | Karol Valdivia | 65' |
| 104 | Centrocampista | Daniel Torres  | 75' |
| 84  | Delantero      | Tenoch Barba   | 75' |
| 93  | Delantero      | Farid Morales  | 85' |

| 20  | Centrocampista | Joaquín Estopier | 45' |
| 104 | Defensa        | Rafael Arce 90'  | 45' |
| 88  | Centrocampista | Alan Aguilar     | 57' |
| 86  | Delantero      | Diego Barrón     | 90' |
| 97  | Defensa        | Julio Flores     | 90' |

| 36' | Jeremy Sepúlveda | 1:0 |

| 79' · 85' | Tenoch Barba Francisco Rabago |

| 51' · 54' · 86' | Marco López Luis Hernández Joaquín Estopier |

| Principal  | Oscar Yair Toledo Pineda        |
| Asistentes | Isaí Jahaziel Romero Olivares   |
|            | Cristian Geovanny Padilla Pique |
| Cuarto     | Carlos Zohet Martínez Vega      |

| 107   | Guardameta     | Sebastián Martín |     |
| 3     | Defensa        | Francisco Rabago |     |
| 82    | Defensa        | Ulíses Meza      |     |
| 98    | Defensa        | Andrés Becerra   | 65' |
| 153   | Defensa        | Miguel Nuño      | 75' |
| 86    | Centrocampista | Giovanny Herrera | 85' |
| 81    | Centrocampista | Kevin Madrigal   |     |
| 106   | Centrocampista | Mauro Valenzuela |     |
| 85    | Delantero      | Arturo Hernández |     |
| 90    | Delantero      | Jeremy Sepúlveda |     |
| 96    | Delantero      | Alberto Chávez   | 75' |
| D. T. | D. T.          | Ricardo Jiménez  |     |

| 84    | Guardameta     | José Martínez     |     |
| 28    | Defensa        | Marco López       |     |
| 91    | Defensa        | Mario Sarmiento   |     |
| 102   | Defensa        | Leonardo Dávila   |     |
| 106   | Defensa        | Servando Aguilar  |     |
| 19    | Centrocampista | Sergio Treviño    | 45' |
| 30    | Centrocampista | Alexis Villarreal |     |
| 93    | Centrocampista | Luis Hernández    |     |
| 109   | Centrocampista | Alexis Macías     | 57' |
| 34    | Delantero      | Heber Velázquez   | 45' |
| 85    | Delantero      | Gianni Rubli      | 90' |
| D. T. | D. T.          | Jorge Dimas       |     |

| 97  | Defensa        | Karol Valdivia | 65' |
| 104 | Centrocampista | Daniel Torres  | 75' |
| 84  | Delantero      | Tenoch Barba   | 75' |
| 93  | Delantero      | Farid Morales  | 85' |

| 20  | Centrocampista | Joaquín Estopier | 45' |
| 104 | Defensa        | Rafael Arce 90'  | 45' |
| 88  | Centrocampista | Alan Aguilar     | 57' |
| 86  | Delantero      | Diego Barrón     | 90' |
| 97  | Defensa        | Julio Flores     | 90' |

| 36' | Jeremy Sepúlveda | 1:0 |

| 79' · 85' | Tenoch Barba Francisco Rabago |

| 51' · 54' · 86' | Marco López Luis Hernández Joaquín Estopier |

| Principal  | Oscar Yair Toledo Pineda        |
| Asistentes | Isaí Jahaziel Romero Olivares   |
|            | Cristian Geovanny Padilla Pique |
| Cuarto     | Carlos Zohet Martínez Vega      |

| Campeón Clausura 2025 (Filiales) |
| -------------------------------- |
|                                  |
| UAT                              |
| 1º título                        |

## Tabla de Cocientes
- La tabla de cocientes es el mecanismo utilizado para determinar el orden en la celebración de los partidos por el ascenso de categoría, y en algunas ocasiones para determinar los enfrentamientos en la liguilla.[16] Además, es la herramienta establecida para definir los descensos de categoría cuando estos se encuentran estipulados para la temporada.[16]

- Datos según la página oficial[16]

 Fecha de actualización: 13 de abril de 2025
| Posición | Equipo                   | Puntos | Juegos | Cociente | Diferencia |
| -------- | ------------------------ | ------ | ------ | -------- | ---------- |
| 1        | Aguacateros de Peribán   | 72     | 28     | 2.571    | 46         |
| 2        | Irapuato                 | 67     | 28     | 2.393    | 30         |
| 3        | Cimarrones de Sonora     | 62     | 28     | 2.214    | 31         |
| 4        | Gavilanes                | 55     | 28     | 1.964    | 19         |
| 5        | Durango                  | 55     | 28     | 1.964    | 19         |
| 6        | Real Apodaca             | 54     | 28     | 1.929    | 9          |
| 7        | La Piedad                | 53     | 28     | 1.893    | 23         |
| 8        | UAZ                      | 51     | 28     | 1.821    | 4          |
| 9        | Tigres de Álica          | 49     | 28     | 1.750    | 11         |
| 10       | Pioneros de Cancún       | 48     | 28     | 1.714    | 12         |
| 11       | Faraones de Texcoco      | 48     | 28     | 1.714    | 10         |
| 12       | Leones Negros "B"        | 48     | 28     | 1.714    | 9          |
| 13       | Racing de Veracruz       | 47     | 28     | 1.679    | 10         |
| 14       | Inter Playa              | 47     | 28     | 1.679    | 4          |
| 15       | Jaguares F.C.            | 46     | 28     | 1.643    | 16         |
| 16       | Montañeses               | 46     | 28     | 1.643    | 11         |
| 17       | Deportiva Venados        | 45     | 28     | 1.607    | 15         |
| 18       | Halcones F.C.            | 45     | 28     | 1.607    | 6          |
| 19       | Tecos                    | 45     | 28     | 1.607    | 6          |
| 20       | Tritones Vallarta        | 44     | 28     | 1.571    | 2          |
| 21       | Zacatepec                | 41     | 28     | 1.464    | 2          |
| 22       | Los Cabos United         | 41     | 28     | 1.464    | -3         |
| 23       | Petroleros de Salamanca  | 40     | 28     | 1.429    | -9         |
| 24       | C.D. Chilpancingo        | 39     | 28     | 1.393    | -9         |
| 25       | Tapachula Soconusco F.C. | 36     | 28     | 1.286    | -5         |
| 26       | Agricultores F.C.        | 36     | 28     | 1.286    | -8         |
| 27       | Acatlán F.C.             | 36     | 28     | 1.286    | -16        |
| 28       | Aguacateros CDU          | 36     | 28     | 1.286    | -16        |
| 29       | Zitácuaro                | 31     | 28     | 1.107    | -13        |
| 30       | Lobos ULMX               | 31     | 28     | 1.107    | -14        |
| 31       | UAT                      | 29     | 28     | 1.036    | -13        |
| 32       | Mineros de Fresnillo     | 26     | 28     | 0.929    | -7         |
| 33       | Sporting Canamy          | 22     | 28     | 0.786    | -21        |
| 34       | Colima F.C.              | 17     | 28     | 0.607    | -44        |
| 35       | Atlético Aragón          | 10     | 28     | 0.357    | -58        |
| 36       | Mexicali F.C.            | 6      | 28     | 0.214    | -48        |